# Esclavage dans le monde musulman
Pour un article plus général, voir Traite des êtres humains.

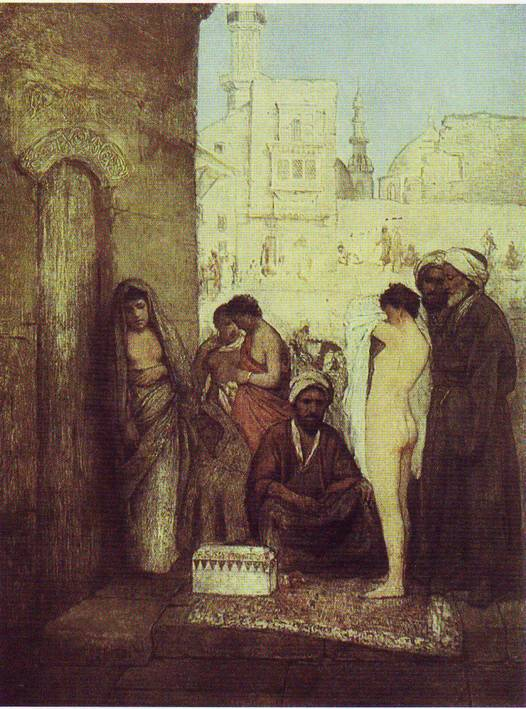
Marché aux esclaves au Caire, Maurycy Gottlieb, 1877.

L'esclavage dans le monde musulman décrit la condition servile à partir du moment et dans l'espace géographique où la religion musulmane est apparue. Sur une période allant du VIIe au XXIe siècle, cette condition fut définie par les sociétés musulmanes conformément aux préceptes du Coran, et des commentaires juridiques qui en ont interprété les sourates, et de divers haddiths. La condition servile existait depuis des millénaires avant l'émergence de l'islam, mais, avant comme après, les esclaves provenaient principalement de la traite orientale pratiquée à partir de l'Afrique, de l'Europe, du Caucase et du sous-continent indien,.

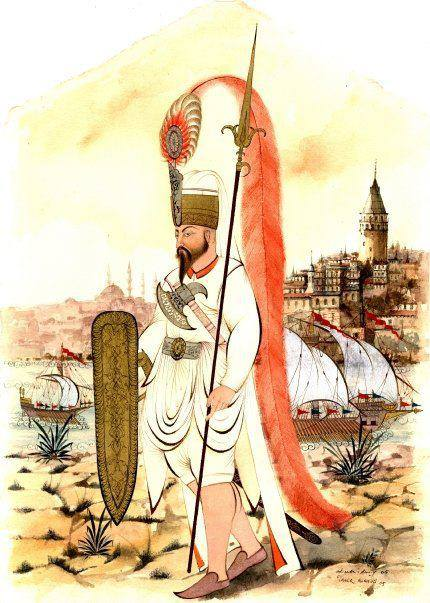
Esclave anciennement chrétien devenu janissaire ottoman, Yeni Çeri par Taner Alakuş.

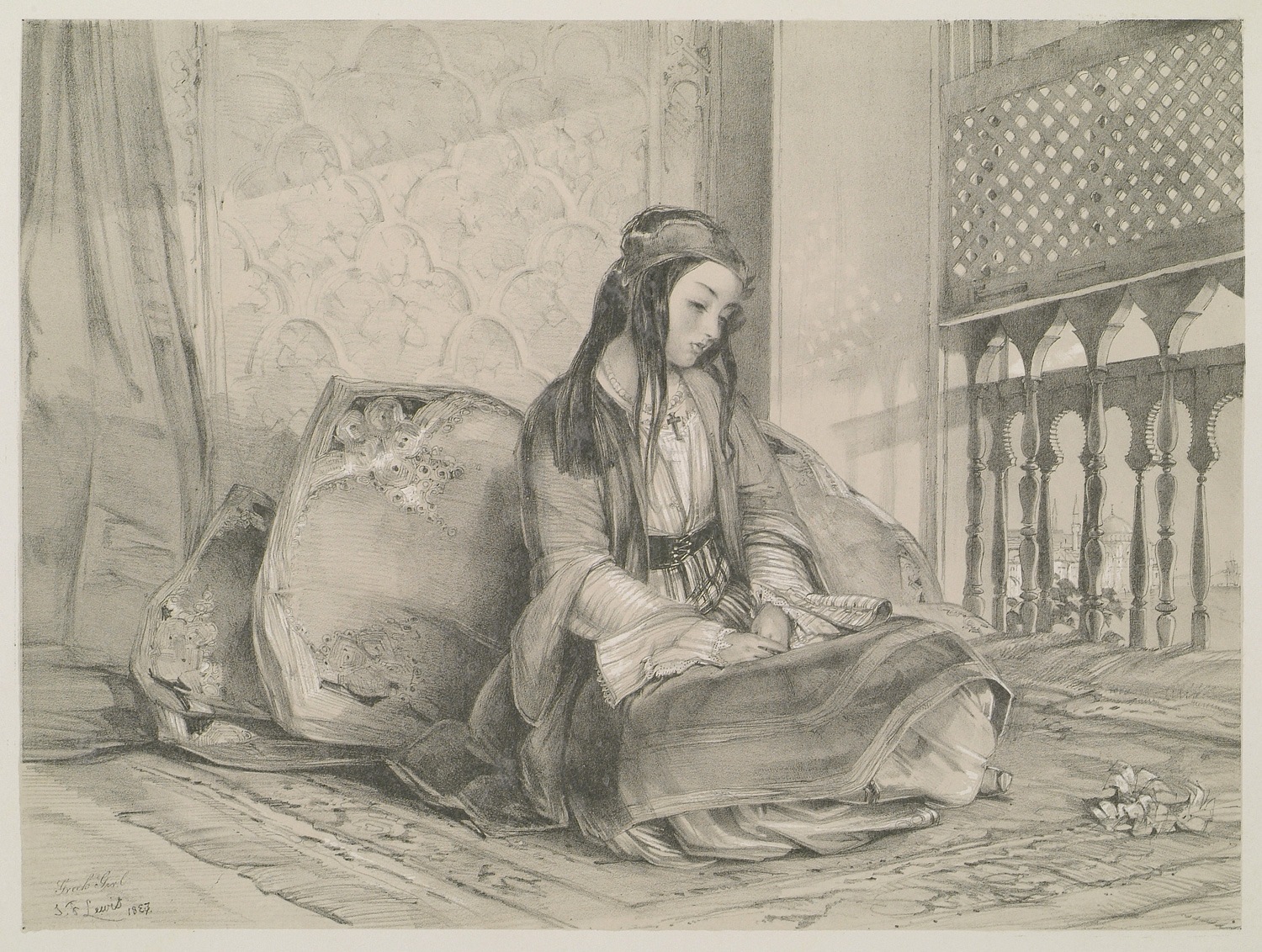
Jeune captive grecque, J. F. Lewis, 1838.

Entre le VIe et le IXe siècle, et au début de l'histoire islamique, les esclaves du monde musulman furent employés dans l'irrigation, les plantations de canne à sucre (similaires à celles des Amériques modernes), l'exploitation minière et l'élevage, mais cette pratique diminua après les révoltes de cette période (comme celle des Zanj de 869–883) et par la suite les esclaves furent surtout utilisés en tant que travailleurs domestiques, soldats, gardiens et concubines.
Affranchis ou non, les esclaves du monde musulman y ont occupé divers rôles sociaux et économiques, allant du travailleur manuel durement traité à l'émir investi de hautes responsabilités. De nombreux dirigeants utilisaient des esclaves militaires (servant dans les armées permanentes) et administratifs, à tel point que certains esclaves pouvaient parfois accéder à des postes socialement élevés, voire prendre le pouvoir.

## Principes de l'islam et esclavage
Dans l'Islam, c'est une « institution inscrite dans l'ordre du monde et des réalités humaines telles que voulues et créées par Dieu ». En référence à la malédiction de Canaan, les noirs sont censés descendre de Cham selon la « Table des peuples », et étaient réputés voués à être asservis par les descendants de Sem et de Japhet. Cette dévalorisation servit objectivement à légitimer la traite négrière dont les sociétés islamiques avaient besoin : selon Ibn Khaldoun, « Les nations nègres sont en règle générale dociles à l'esclavage, parce qu'ils ont des attributs tout à fait voisins à ceux d'animaux stupides ».
L'esclavage est pratiqué en Arabie préislamique comme dans les autres sociétés antiques. Mahomet lui-même a eu des esclaves et le Coran légitime cette pratique, par exemple, dans les versets 5-6 de la sourate 23, ou encore au verset 24 de la sourate 4, qui autorise les relations sexuelles avec ses esclaves, même si elles sont mariées,. Pas plus que l'Ancien testament, le Coran ne condamne l'esclavage, mais « considère cette discrimination entre les humains comme conforme à l’ordre des choses établi par Dieu » et établit une hiérarchie entre les esclaves musulmans et les autres. Selon l’Encyclopédie de l'Islam, c'est à l'époque du calife Omar ibn al-Khattâb (581-644) qu'apparaissent les principes coraniques régissant l'esclavage, en particulier la distinction entre l'esclave musulman et le non-musulman, ainsi que l'interdiction d'asservir un musulman. Plusieurs versets entérinent l'infériorité de l'esclave par rapport à son maître, infériorité qui transparaît entre autres dans l'application de la loi du talion, le prix du sang n'étant pas le même pour un homme libre musulman (valeur la plus forte), un homme libre non-musulman, un esclave musulman (valeurs équivalentes) et un esclave non-musulman (valeur la plus faible). De droit selon la loi islamique, un enfant né d'un parent musulman est présumé libre, même si de fait ce principe n'a pas toujours été respecté.
En se convertissant à l'islam, l'esclave augmentait ses chances d'affranchissement, car le Coran proscrit qu'un musulman soit esclave et cite en exemple le cas des premiers convertis à l'islam, comme Bilal, qui furent affranchis,,,. Ainsi le texte coranique favorise la diminution du nombre des esclaves car l'affranchissement d'esclaves musulmans constitue, pour leurs maîtres, une bonne expiation de leurs péchés au moyen de cet acte charitable appelé zakât (زَكَاة) qui constitue l'un des « cinq piliers » de la foi,.
La constante sortie de l'esclavage par les affranchissements nécessita un approvisionnement régulier en nouveaux esclaves : chacun des grands pôles du monde musulman développe ses filières d'approvisionnement,. L'existence d'esclaves musulmans (par exemple, parce qu'ils s'y sont convertis après leur capture, dans l'espoir d'être affranchis) et même l'asservissement de musulmans (par exemple, pour dettes) est néanmoins bien attestée,, même si la charia interdisait formellement l'esclavage par dette[réf. nécessaire]. Par ailleurs la charia interdit formellement à un non-musulman de posséder des esclaves musulmans,.

## Statut de l'esclave en milieu musulman

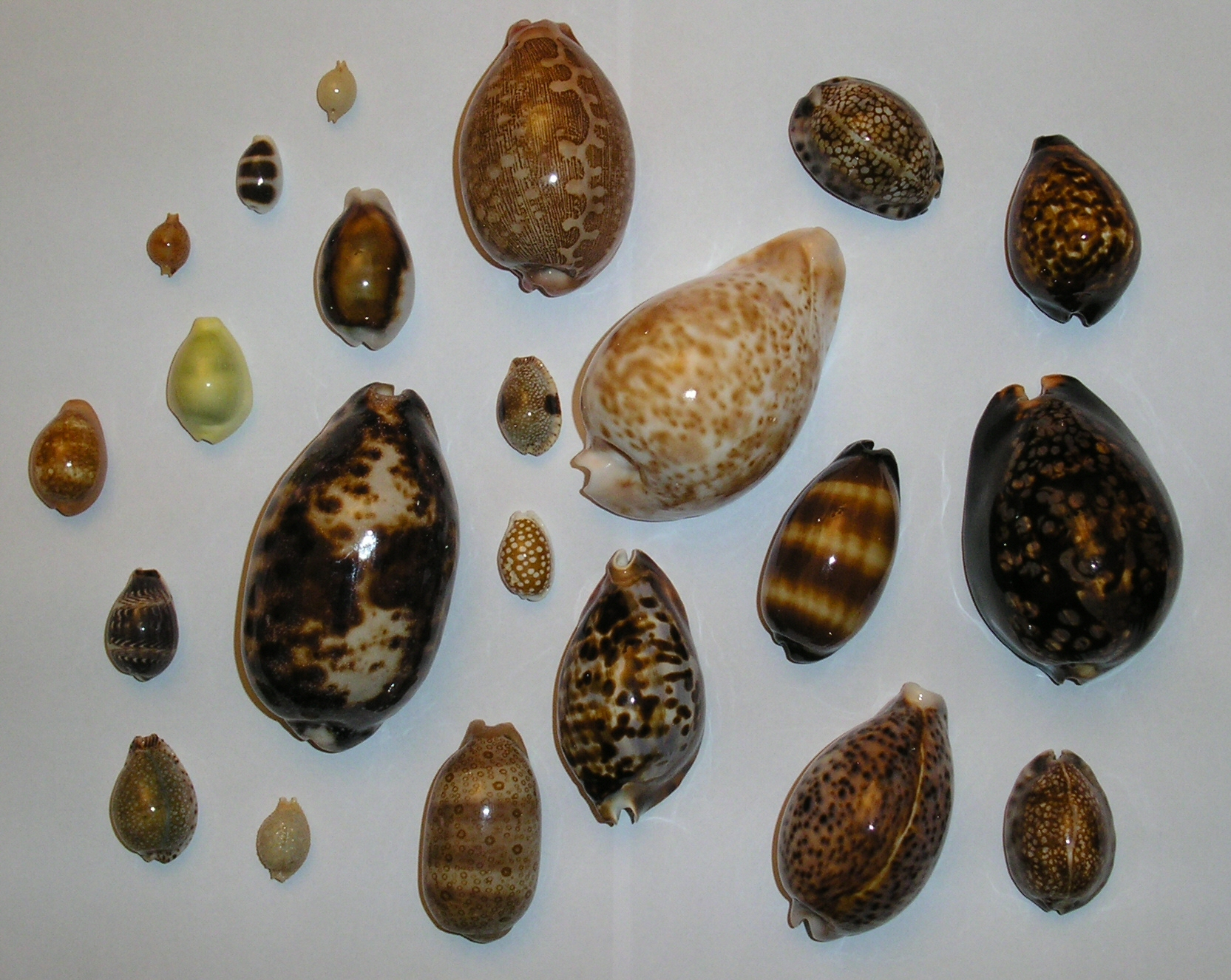
Des coquilles de cauris étaient utilisées comme monnaie dans la traite des esclaves.

Dans le monde musulman, l'esclave reste un être vivant marchandisable mais à la différence des animaux, il est désormais reconnu comme un « fils d'Adam ». Ayant perdu leur liberté (peu importait comment et pourquoi - cela relevait de la volonté de Dieu) les esclaves avaient un statut intermédiaire entre celui des animaux captifs et celui d'un homme libre : ils n'étaient pas des citoyens et leurs témoignages n'avaient aucune valeur juridique, mais avaient les quelques droits que leur confère la charia, notamment ceux de se marier et de posséder des biens, si le maître a donné son accord.
En cas de faute, tandis qu'une peine légale ne peut, pour un homme libre, être appliquée que par un représentant de l'autorité (par exemple un cadi), la punition de l'esclave est décidée par le maître mais puisque sa vie ne vaut que la moitié de celle d'un homme libre, les peines coraniques sont divisées par deux pour un esclave par rapport à un homme libre.
Selon la charia, un musulman ne peut être réduit en esclavage, mais un esclave peut devenir musulman et cela n'implique pas un affranchissement automatique. Musulman ou pas, quiconque est né esclave reste esclave tant qu'il n'a pas été affranchi par son maître. Du respect de l'interdiction d'asservir un musulman découle la nécessité de s'approvisionner en esclaves aux marges du monde musulman : chacun des pôles (Bagdad, Al-Andalus, Maghreb, Empire ottoman, sultans musulmans de l'Inde et de l'archipel malais) met en place ses filières d'approvisionnement et de vente à des tiers.

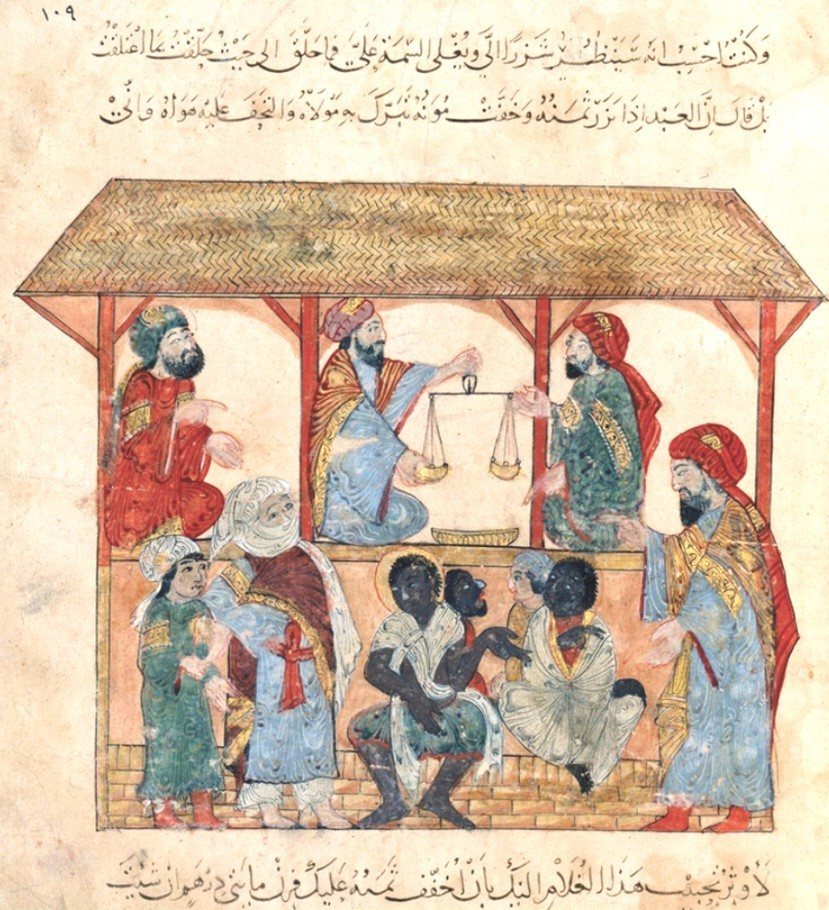
Marché aux esclaves du XIII au Yémen.

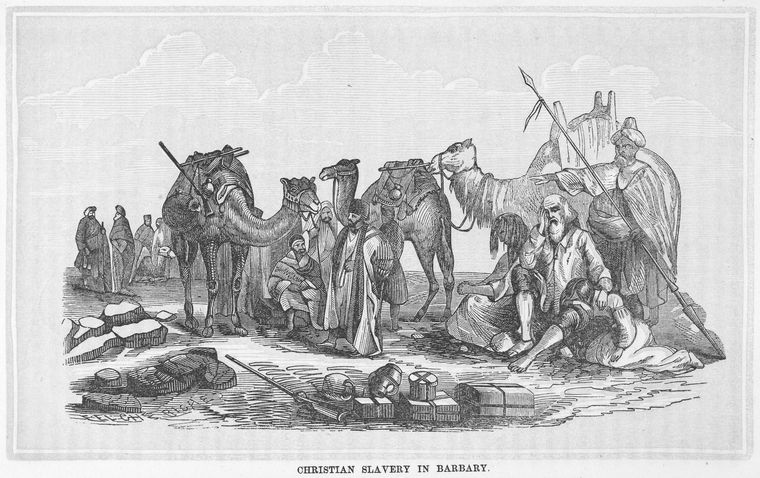
Esclavage des chrétiens chez les Barbaresques, 1859.

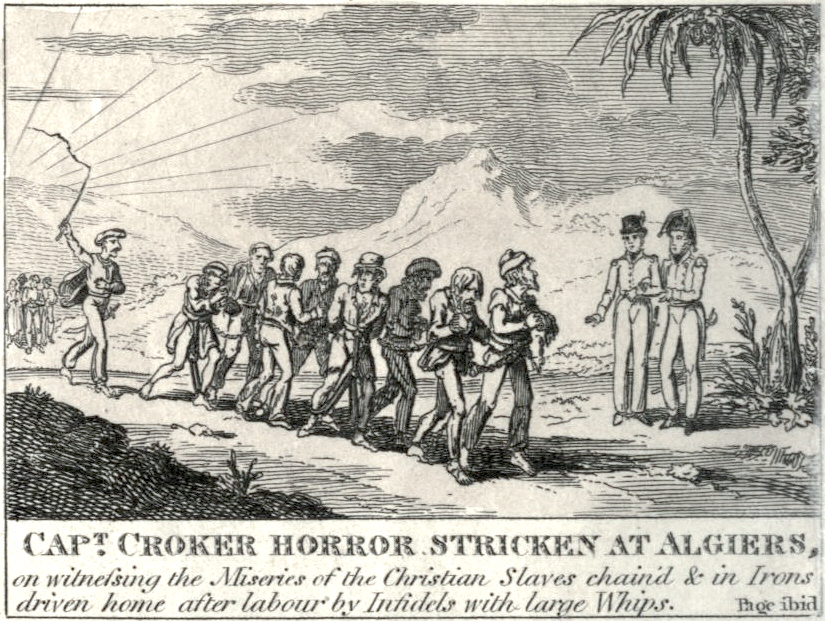
Un officier anglais (à droite) observe un groupe d'esclaves européens à Alger en 1816.

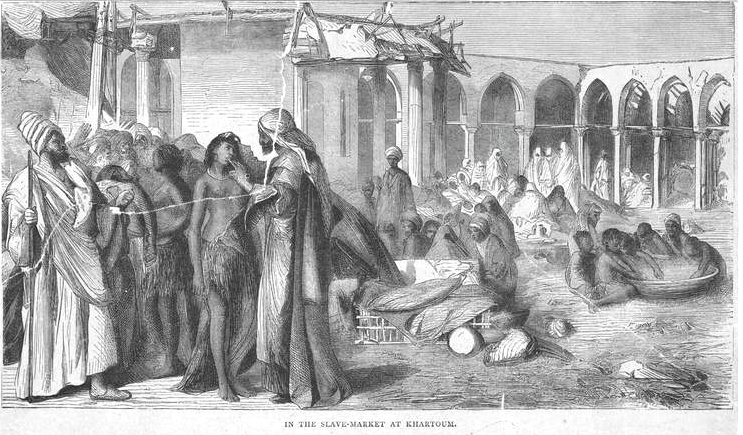
Marché aux esclaves à Khartoum, Soudan, v. 1876.

Les principaux marchés aux esclaves étaient proches des souks, où les esclaves pouvaient être achetés contre de l'argent ou bien troqués contre des animaux (volailles, chèvres, moutons, chevaux, dromadaires…), des objets (longueurs de tissu, tapis, vêtements, chaussures, armes, argenterie, poteries, verre vénitien, bijoux…), des produits (sel, épices, encens, ambre, gemmes, perles, minéraux, poudre d'or, coquillages de cauris, colorants…) ou des denrées (fruits séchés, pastrami, poutargue salée, poissons fumés…).
Au VIIIe siècle, l'Afrique était dominée par les Arabes-Berbères au nord et l'islam se déplaçait vers le sud le long du Nil et le long des sentiers du désert. Une source importante d'esclaves était la dynastie salomonide d'Éthiopie qui exportait régulièrement des esclaves nilotiques de leurs provinces frontalières occidentales ou méridionales, vers les provinces musulmanes nouvellement du nord et de l'est. Les sultanats éthiopiens musulmans autochtones exportaient également des esclaves, comme le sultanat d'Adal.
Le service militaire était également un rôle commun pour les esclaves, soit comme « goujats » (servants des combattants), soit comme soldats s'ils se convertissaient à l'islam et prêtaient serment d'allégeance, ce qui débouchait sur leur affranchissement à l'issue de leur service.
Bien que des esclaves aient été ouvriers agricoles dans l'économie agricole des plantations et des timars du monde musulman à forte population paysanne, le besoin de main-d’œuvre agricole était loin d’être aussi grand qu'aux Amériques. De plus, le souvenir de la rébellion des Zanj dans les plantations du sud de l'Irak au IXe siècle, et d'autres révoltes dans l'Ifriqiya du IXe siècle (Tunisie) et dans le Bahreïn du XIe siècle (durant le gouvernement Karmatien) incita les maîtres du monde musulman à disperser leurs esclaves dans le secteur des services, civils ou militaires. Si le Coran n'interdit pas l'esclavage sexuel, les femmes esclaves y sont d'abord une force de travail et non un objet de divertissement,,. Parmi les esclaves du monde musulman, il y avait environ deux femmes pour un homme : la plupart de ces femmes effectuaient des services domestiques. Pour certaines, cela incluait des relations sexuelles avec leurs maîtres : c'était un motif légal de leur achat.

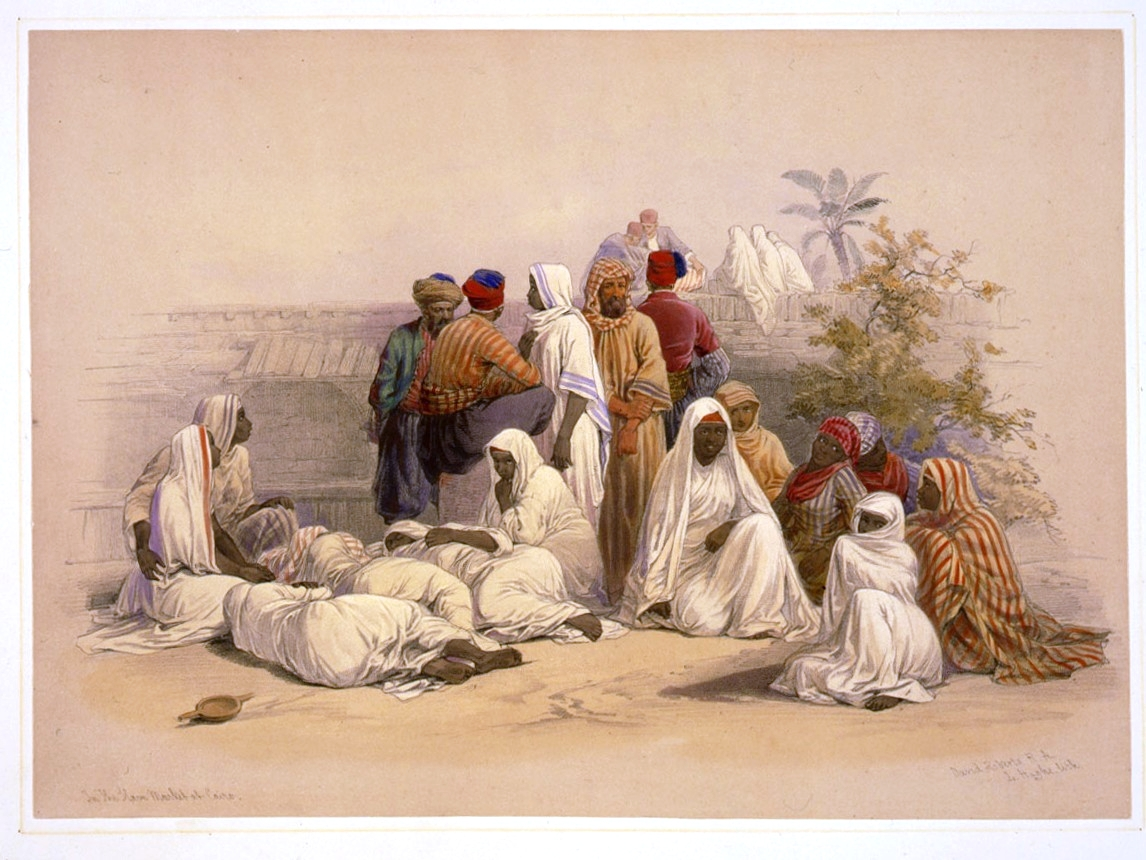
Un marché aux esclaves au Caire. Dessin de David Roberts, vers 1848.

Les aspects sexuels de l'esclavage ont généré d'abondants commentaires où les récits fantasmés et les exagérations le disputent aux études historiques. Si le Coran limite l'ampleur de l'esclavage sexuel, notamment en réglementant la prostitution, il ne l'interdit pas, au contraire, en approuvant explicitement les relations sexuelles entre le maître et l'esclave, quand bien même cette dernière soit l’épouse d’un mari encore en vie. Il existe aussi en milieu chrétien, mais ne trouve aucune justification dans Le Nouveau Testament. Ibn Habib al Baghdâdî (735-804) décrit la vente d'esclaves à la foire de Dûmat al-Jandal avant l'islam : « Quant à la tribu de Qalb, elle y apportait beaucoup d'esclaves femmes, présentées sous des tentes de laine ; la tribu les contraignant à la prostitution… ». Pour sa part, Al-Tabarî explique que la prostitution des femmes esclaves par leurs maîtres a été interdite par le Coran, mais que les maîtres peuvent entretenir une relation sexuelle avec celles-ci, si elles ne sont pas mariées à un autre (ce qui est contredit par le Coran). Néanmoins,  le prophète de l'Islam eu des relations sexuelles avec Safiyya, une juive de Khaybar, et esclave comme prise de guerre. Mahomet la prit comme épouse après avoir fait torturer et tuer son mari Kinânah et consomma le mariage sans avoir la patience d'attendre d'être revenu à Médine,.
Selon Ronald Segal, le ratio hommes / femmes était de 2 pour 1 dans la traite occidentale transatlantique et de 1 pour 2 dans le monde musulman. Une autre différence entre les deux était, selon lui, que l'esclavage en Occident avait une composante raciste liée à la malédiction de Canaan, alors que l'islam n'a aucune connotation raciale : les discriminations y sont purement religieuses. Selon Segal, cela facilita l'assimilation des esclaves affranchis dans la société musulmane.
Dans la terminologie arabe classique, les esclaves étaient généralement appelés « jaryas » (جَوار ()). Les esclaves féminines pouvaient être spécifiquement appelées « Ima » (اَمة ()). Certaines femmes esclaves, formées comme courtisanes, étaient généralement appelées qiyan (قِيان ()). Ces qiyan comprenaient des artistes (musiciennes, danseuses, décoratrices, couturières…) qui jouissaient de privilèges et de statuts spéciaux.
Les fameux harems ont stimulé les imaginations des commentateurs, des peintres et des poètes, mais ces femmes asservies dans un but érotique étaient en fait moins maltraitées que celles vouées aux travaux domestiques ou agricoles. Ces jâriyat (concubines) des harems ont en pratique un statut comparable à des épouses libres : celles des harems impériaux deviennent même très influentes sur le pouvoir ottoman. Lorsqu'une jâriyat mettait au monde le fils d'un maître musulman, elle était émancipée en tant que mère d'un enfant né musulman, ce qui la rendait honorable. En effet, la loi coranique limite aux non-musulmans la notion de « bâtardise », en reconnaissant comme musulmans libres les enfants d'un maître musulman même si l'autre parent est esclave et/ou non-musulman,. Pour cette raison, le prix d'une esclave féminine destinée à devenir concubine, était bien plus élevé que celui d'un homme ou d'une femme destinée aux travaux.

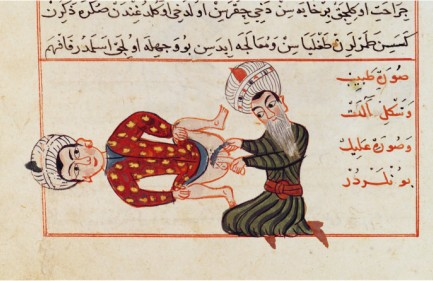
Planche de Charaf-ed-Din (صهَرَف َد ضِن الِ يَزدِ), montrant une castration médicale à l'époque timouride, 1456.

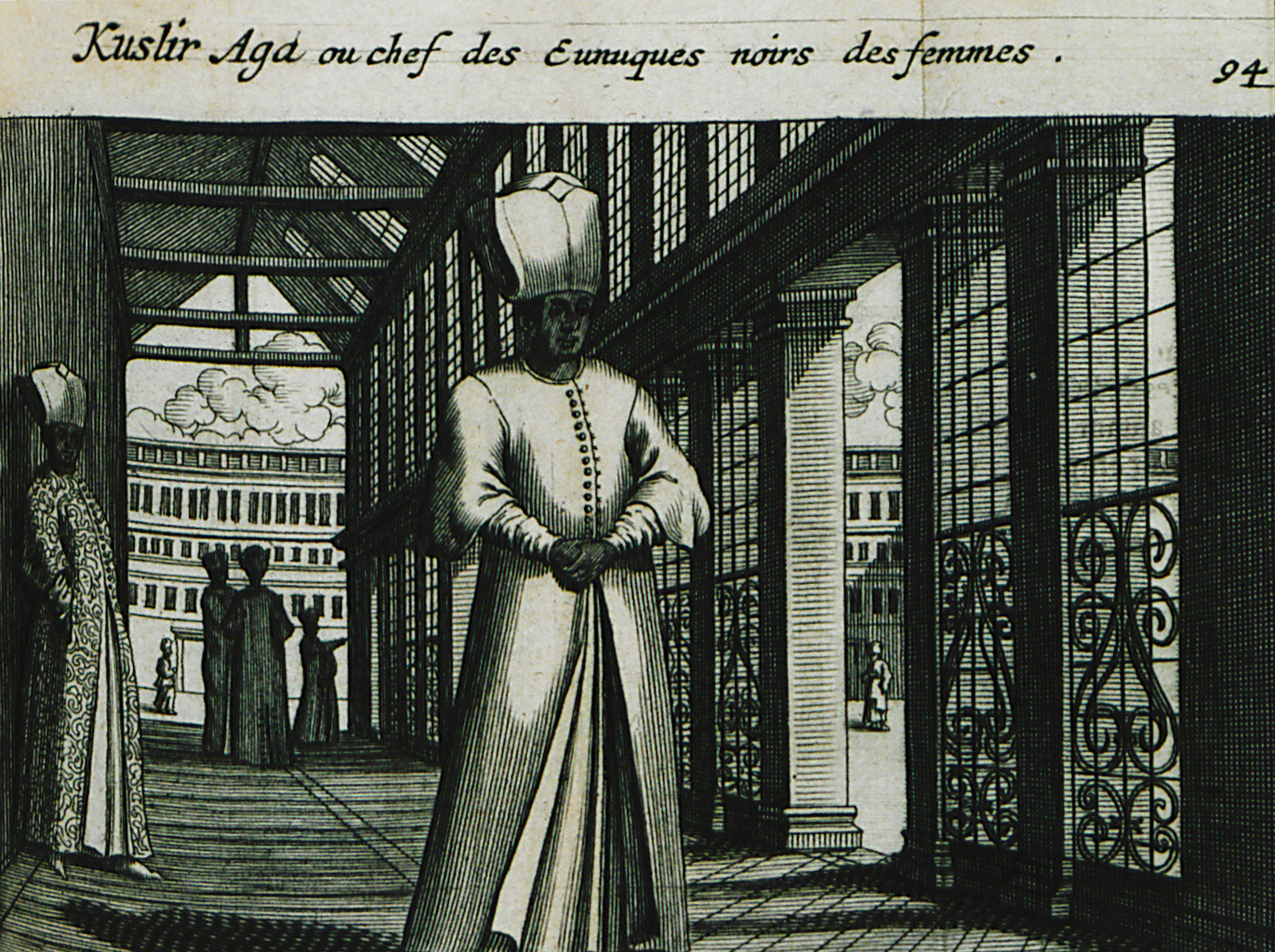
« Kuslir Aga ou chef des Eunuques noirs des femmes » par Paul Rycaut, 1670.

Un autre aspect qui a suscité beaucoup de commentaires souvent polémiques est la castration des hommes pour en faire des eunuques, du grec eunoukhos, « bon gardien » (du gynécée), mais qui occupaient aussi des fonctions politiques ou religieuses, servant d'assistants aux rituels ou de chambellans. Le Coran interdit la castration d'un musulman mais pas la conversion d'un eunuque à l'islam.
Selon une partie de l'historiographie occidentale, les jeunes castrats auraient été très prisés des orientaux en général et des musulmans en particulier, et l'émasculation systématique de garçons massivement enlevés pour être vendus comme eunuques, aurait été massivement pratiquée du VIIe au Xe siècle,,.

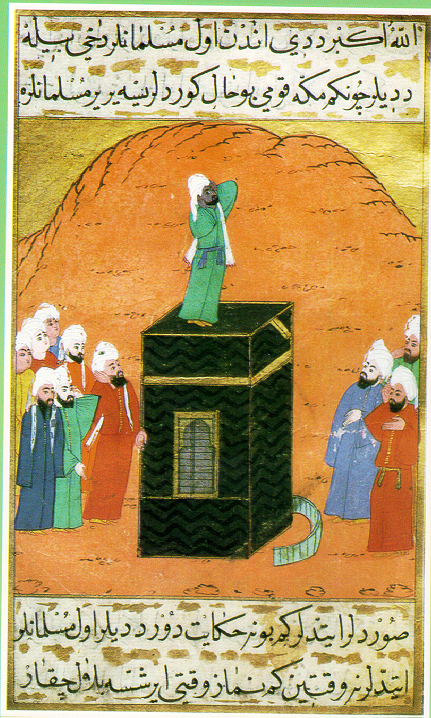
Bilal ibn Rabah (au sommet de la Masjid Nabawi) était un esclave éthiopien, émancipé sur instruction de Mahomet, et désigné par lui pour être le premier muezzin.

Mahomet avait pour compagnon un ancien esclave originaire d'Éthiopie nommé Bilal, dont il fera le premier muezzin de l'islam, et qu'il avait fait racheter aux mecquois par Abou Bakr pour l'affranchir. Mahomet interdit alors la castration des esclaves, disant qu'il fallait castrer celui qui castrerait son esclave [source insuffisante]. La castration a pourtant bien existé. Pour certains historiens elle était massive, un eunuque étant vendu beaucoup plus cher qu'un homme non castré et elle explique le faible nombre de descendants d'esclave dans les pays arabes à l'époque contemporaine. Pour d'autres au contraire, elle était limitée et concernait surtout les esclaves chargés de garder les harems ou destinés au rôle, marginal, de « mignons ». Un esclave était un produit coûteux or le taux de mortalité de ces ablations était élevé.
Al-Tabarî rapporte qu'au temps de Mahomet, Muqawqis aurait envoyé au Prophète deux femmes esclaves et un eunuque nommé Mâbûr. Zayd ibn Harithah, qui devint plus tard le fils adoptif de Mahomet, avait lui aussi été esclave.

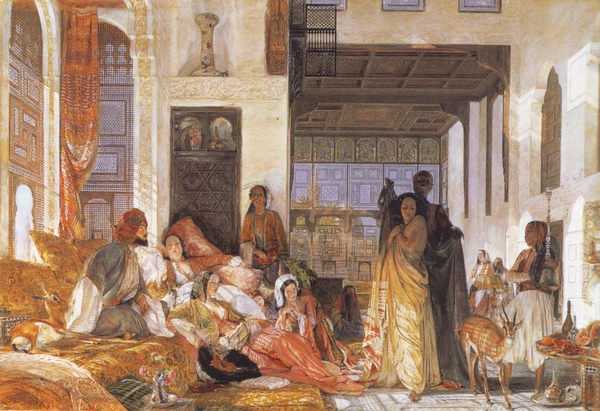
Le Harem - Introduction d'une esclave abyssinienne J.F. Lewis, v. 1860.

### Approches d'Al-Tabarî, al-Mâlikî et al-Mas'ûdî
Divers textes traitant des travaux des mines attestent de l'usage de la violence par les intendants : les esclaves pouvaient y être maintenus par des chaînes en fer. Selon l'historien Al-Tabarî, « un esclave peut être reconnu à sa nudité : ces esclaves sont à peine vêtus et portent des lambeaux d’étoffe qui leur couvre juste le bas-ventre ». Un texte d'al-Mâlikî raconte l'histoire d'un esclave pauvre mort dans la solitude, auquel un saint homme offrit la dignité d'une sépulture. Ce récit évoque l'abandon des esclaves âgés par leur maître et leur solitude consécutive. Néanmoins, Al-Tabari et Al-Masudi ne comprennent pas que les esclaves se rebellent contre l'ordre établi et décrivent la révolte des Zanj comme l'un des « soulèvements les plus vicieux et brutaux » parmi les nombreux troubles qui frappèrent le gouvernement abbasside.

### Approche de Tidiane N'Diaye
L'anthropologue, économiste et essayiste Tidiane N'Diaye soutient que dans le monde musulman, la castration généralisée des esclaves mâles avait pour principal but de les empêcher de faire souche,,. Selon ce chercheur franco-sénégalais, cette absence de descendants d'esclaves participerait à l'occultation du débat et à la persistance de l'esclavage dans ces sociétés.
« Comparé à la traite des Noirs organisée par les Européens, le trafic d'esclaves du monde musulman a démarré plus tôt, a duré plus longtemps et, ce qui est plus important, a touché un plus grand nombre d'esclaves », écrit à ce sujet l'économiste Paul Bairoch. Tidiane N'Diaye soutient qu'il ne reste plus guère de trace des esclaves noirs en terre d'islam en raison de la généralisation de la castration, des mauvais traitements et d'une très forte mortalité, alors que leurs descendants sont au nombre d'environ 70 millions sur le continent américain. Faute de statistiques précises et complètes, il est difficile de trancher ce débat sur un sujet parfois plus fantasmé qu'étudié.

### Approche de Malek Chebel
L'anthropologue Malek Chebel cite les 25 versets coraniques qui évoquent l'esclavage sans le condamner mais en définissant des règles : à titre d'exemple Tafsir Tabari évoque le verset XXIV, la Lumière, sourate 33 qui interdit la prostitution des épouses et concubines par leurs maîtres, qui ne doivent les utiliser que pour eux-mêmes ou pour leurs fils (règle figurant aussi dans l'Ancien testament),. En outre les commentateurs coraniques ont vu dans la sourate 59 une évocation du massacre de la tribu de Qaynuqa et de l'asservissement des femmes et des enfants de cette tribu. Pour Malek Chebel, « le Coran n'étant pas contraignant, l'abolition relève de la seule initiative personnelle du maître. Cette ambiguïté est constitutive de l'approche coranique : encourager ceux qui font le bien, mais ne pas alourdir la peine de ceux qui ne font rien »..
Selon la charia, en dehors du mariage, les seules relations sexuelles permises doivent être entre le maître et son esclave femme ou jeune fille pubère. Les esclaves sexuelles vendues dans l'Empire ottoman appartenaient principalement à trois groupes ethniques: circassienne, syrienne et nubienne. Les circassiennes ont été décrites par le journaliste américain comme « blondes et à la peau claire ». Elles étaient fréquemment envoyées par des chefs circassiens comme cadeaux aux Ottomans. Ces esclaves comptaient parmi les plus chères (et les plus populaires auprès des turcs) de l'époque, leur prix atteignant jusqu'à 500 livres turques.

### Approche de Cahit Güngör
Selon le sociologue turc Cahit Güngör, l'absence de traces endémiques d'esclaves en terre d'islam doit beaucoup au fait de l'application du commandement coranique par les États musulmans, consistant à utiliser l'argent de l'impôt à l'État pour émanciper progressivement les esclaves, notamment les mukataba et les musulmans en priorité, ainsi qu'aux autres moyens d'affranchissement permettant aux esclaves libérés de retourner dans leurs régions natives en Afrique subsaharienne,,,. Les descendants des esclaves noirs se sont également en bonne partie mélangés par métissage dans la population. Les mariages esclave-libre étant tolérés dans les deux sens en islam. Il y a de même le mélange de la descendance métissée des esclaves noires comme blanches des harems directement émancipées dès qu'elles sont enceintes de leurs maîtres et enfantent de ceux-ci dans les populations autochtones, les fameuses oumm al-walad.

### Approche de Bernard Lewis et Patrick Manning
Bernard Lewis écrit : « Dans l'un des tristes paradoxes de l'histoire humaine, ce sont les réformes humanitaires apportées par l'Islam qui ont abouti à un vaste développement de la traite des esclaves à l'intérieur et, plus encore, à l'extérieur de l'empire islamique. »
Lewis note que les injonctions islamiques contre l'asservissement des musulmans conduisirent ces derniers à razzier massivement des captifs parmi les non-musulmans et selon Patrick Manning il en fut de même chez les chrétiens : en reconnaissant et en codifiant l'esclavage, les religions abrahamiques ont en fait protégé et étendu son usage. Une fois captifs, la plupart des esclaves adoptaient la religion de leurs maîtres dans l'espoir d'être affranchis, et leur affranchissement rendait nécessaire l'importation de nouveaux esclaves. Lewis écrit : « Les polythéistes, considérés idolâtres, étaient avant tout des sources d'esclaves, à importer dans le monde islamique et à modeler à la manière de l'islam, et puisqu'ils ne possédaient aucune religion qui valait la peine d'être mentionnée, comme des recrues naturelles de l'islam ».
Au sujet des relations entre religion et esclavage, Patrick Manning et Murray Gordon notent que les propagateurs de l'islam et du christianisme en Afrique ont souvent eu une attitude prudente à l'égard du prosélytisme parce que l'abandon des religions traditionnelles africaines réduisait leur réservoir potentiel d'esclaves.

### Approche de Tahar Ben Achour
Selon le théologien musulman Mohamed Tahar Ben Achour, « le souci de la Loi de considérer l'intérêt public et commun, et de préserver l'ordre social, l'ont empêché d'abolir l'esclavage de manière générale [...] bien qu'il s'agisse de l'un de ses buts, et ce, parce que l'institution de l'esclavage constituait un élément significatif des sociétés humaines à l'avènement de l'Islam. [...] Si l'Islam avait tenté de transformer radicalement cet ordre, cela aurait certainement conduit à l'effondrement de la civilisation humaine, et il aurait été difficile de la réorganiser. Voilà pourquoi la Loi islamique s'est abstenue de supprimer de manière radicale le système d'esclavage existant. ». Sa réflexion présente des points communs avec celle, réaliste, de Jeremy Bentham sur le même sujet.

## Histoire

### Arabie préislamique
L'esclavage était largement pratiqué dans l'Arabie préislamique comme dans le reste du monde antique jusqu'au début du Moyen Âge. L'esclave était un produit parmi d'autres, commercialisé par les pirates et les caravaniers depuis l'époque biblique. La misère générait aussi beaucoup d'esclaves, asservis pour dettes ou en punition d'actes délictueux, ou capturés enfants après avoir été abandonnés. Brunschvig soutient que c'était rare mais selon Jonathan E. Brockopp, l'esclavage par dette était persistant et coutumier. Pour se libérer de leurs dettes, les hommes libres pouvaient vendre leur progéniture ou se vendre eux-mêmes.
Deux classes d'esclaves existaient dans le Moyen-Orient préislamique : les esclaves achetés et les esclaves nés dans la maison du maître. Sur ces derniers, le maître avait des droits de propriété complets, y compris celui de prostituer les femmes esclaves pour en tirer profit,.

### Arabie islamique
W. Montgomery Watt souligne que l'expansion Mahométaine de la Pax Islamica dans la péninsule arabique réduit la guerre et les raids, et coupa ainsi les sources de l'esclavage des hommes libres. Selon Patrick Manning, les législations islamiques contre l'abus des esclaves contribuèrent à limiter l'étendue de l'esclavage dans la péninsule arabique et dans une moindre mesure pour toute la région de tout le Califat omeyyade où l'esclavage existait depuis les temps les plus anciens.
Selon Bernard Lewis, la croissance naturelle des populations d'esclaves était insuffisante pour maintenir leur nombre jusqu'aux temps modernes, contrastant nettement avec l'augmentation rapide des populations d'esclaves dans le Nouveau Monde. Il décrit comme causes de leur diminution démographique :
1. L'affranchissement par les hommes libres de leur progéniture née de mères esclaves constituait « la principale porte de sortie » de l'état servile ;
2. L'affranchissement d'esclaves comme acte de charité, autre facteur décisif ;
3. L'affranchissement des esclaves militaires ayant gravi les échelons, au terme de leur carrière ;
4. La mortalité élevée parmi toutes les classes d'esclaves, soit en cours de traite, soit par contamination à l'arrivée faute d'immunité, soit par suite de maltraitances (fouet, nourriture insuffisante) ou de mutilations (castration[89]).
5. La courte espérance de vie et le taux élevé de mortalité infantile diminuaient la fécondité[90] ;
6. D'autres facteurs de diminution de la fécondité de la population servile étaient les restrictions à la procréation : les relations sexuelles occasionnelles entre esclaves n'étaient pas souvent autorisées, leur mariage n'était pas encouragé et l'on castrait une partie des esclaves mâles transformés en eunuques[91] ;
7. Le marronnage et la répression des révoltes (comme la rébellion des Zanj au IXe siècle) jouaient aussi un rôle[92],[33].

### Europe
L'Europe méditerranéenne fit partie du monde musulman, dès le haut Moyen Âge en occident, avec la conquête musulmane de l'Espagne (dont l'obtention de sabâyâ fut d'ailleurs l'un des incentives selon l'historien Al Maqqari), du Languedoc, du Fraxinet et de Bari, mais aussi en orient, avec la conquête musulmane de la Crète, de l'Anatolie, des Balkans et du Caucase. En Méditerranée où la piraterie remonte à l'antiquité, les raids esclavagistes croisés des corsaires chrétiens (principalement catalans, marseillais, génois, pisans, vénitiens et teutoniques) sur les côtes et les flottes musulmanes, et inversement des corsaires musulmans sur les côtes et les flottes chrétiennes, ont sans cesse alimenté les marchés d'esclaves.

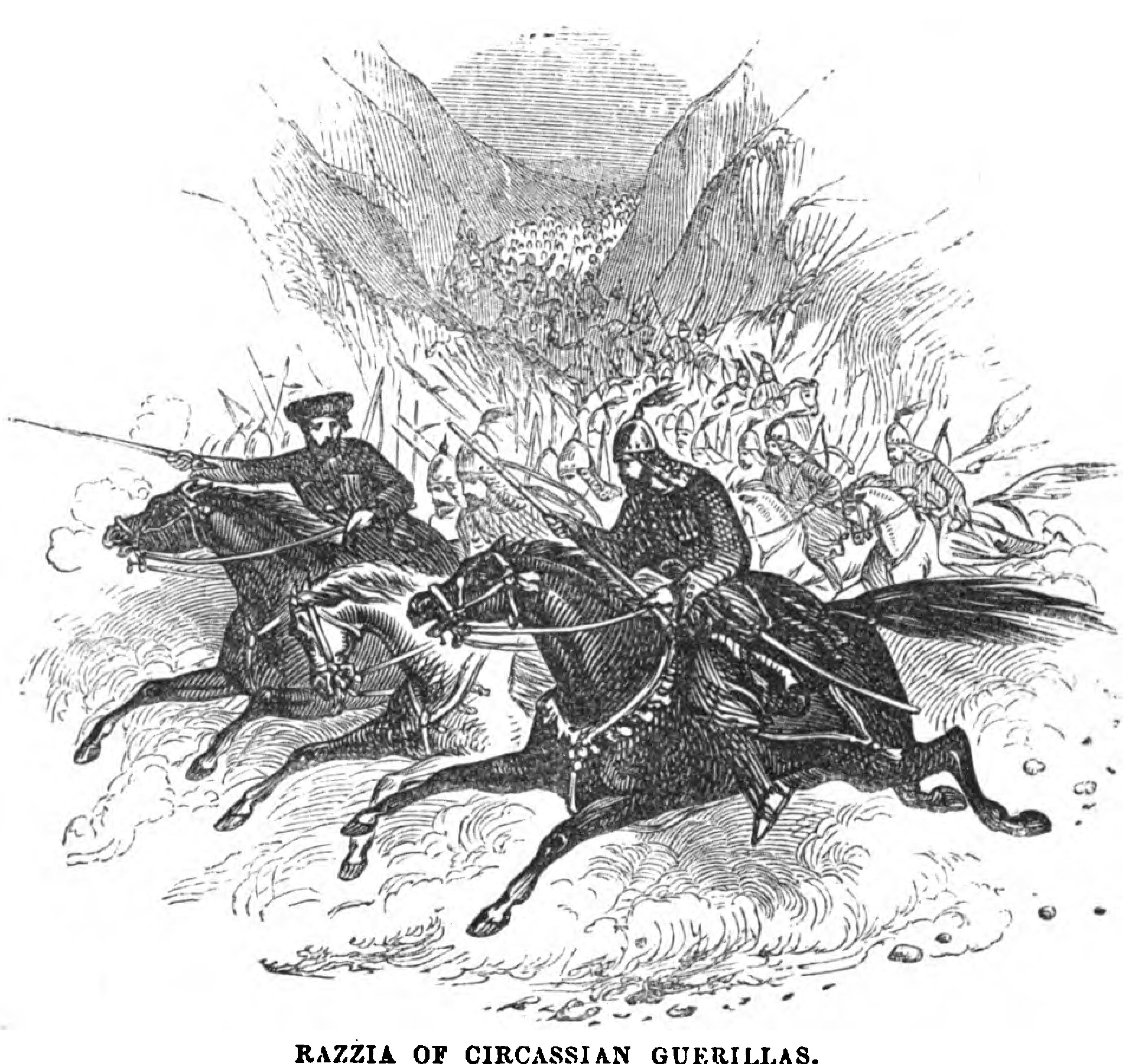
Razzia des guerriers circassiens en 1855. Douze ans plus tard, la Russie impériale expulsera les Circassiens vers l'Empire ottoman.

Aux VIIe – XIIe siècles, une source majeure d'esclaves pour l'Europe occidentale et le monde musulman fut l'Europe centrale, orientale et du Nord-Ouest où les religions abrahamiques ne s'étaient pas encore diffusées et dont les habitants, encore fidèles aux religions scandinave, balte ou slave, pouvaient être capturés pour être vendus de l'Espagne à l'Égypte via la France et les thalassocraties méditerranéennes ; aux XIIIe – XVIIIe siècles les esclaves furent pris parmi les chrétiens orthodoxes, « schismatiques » aux yeux des catholiques et « mécréants » aux yeux des musulmans. Après que l'Empire byzantin et Venise aient interdit leurs ports aux marchands d'esclaves radhanites, ces derniers se tournèrent vers le Caucase et de la mer Caspienne. En Europe orientale, les raids musulmans contre l'Empire byzantin sont une autre source d'approvisionnement en esclaves, source utilisée aussi par les marchands italiens depuis la fin du XIIe siècle et qui ne tarit pour eux qu'après la conquête ottomane dans la deuxième moitié du XVe siècle.
Les Slaves (ou « Esclavons ») sont à l'origine du terme français « esclave ». Ils apparaissent en Europe vers le VIIe siècle : encore adeptes des dieux slaves, ils sont combattus par les Francs (et plus tard par l'ordre teutonique) : en tant que « païens » ils alimentent l'Empire carolingien qui, à son tour, s'enrichit en alimentant le monde musulman, notamment l'Espagne musulmane. Cette source se tarit vers le IXe siècle, avec la christianisation et l'apparition d'États slaves organisés et capables de se défendre.
En Espagne musulmane, ces esclaves sont appelés en arabe ṣiqlābi (صقالبة) et leur pays, l'« Esclavonie » (dont la Slavonie actuelle rappelle le nom) « pays des esclaves » (bilād aṣ-ṣaqāliba بلادالصقالبة) ; réputés virils guerriers, certains étaient castrés pour les « adoucir »,. En Espagne musulmane, les ṣiqlābis armés prennent une part active aux luttes qui divisent l'Espagne en taïfas, et se créent même un royaume à Valence. En 1185, une attaque musulmane sur Lisbonne fait de nombreux captifs. La piraterie des barbaresques menace le littoral et occasionne des captures d'esclaves : c'est le cas au sac de Rome en 846, de Gênes en 933 et de Tarragone en 1185.
En Europe orientale, les razzias pratiquée par le Khanat de Crimée (1430-1783) et la Circassie (XIVe siècle-1867), états musulmans alliés et vassaux de l'Empire ottoman, procuraient à ce dernier des esclaves prélevés parmi les populations chrétiennes slaves, moldaves et caucasiennes. Pendant longtemps, jusqu'au début du XVIIIe siècle, le khanat de Crimée maintint une traite massive des esclaves avec l'Empire ottoman qui, à l'époque, se fournissait aussi sur la côte des Barbaresques en Afrique du Nord, qui lui appartenait. Entre 1530 et 1780, il y avait peut-être jusqu'à 1,25 million de chrétiens, ouest-européens ou orientaux, en esclavage chez les Ottomans. Pour se protéger des raids des Tatars de Crimée et des Tcherkesses, les Russes édifièrent des fortifications et postèrent des Cosaques le long de leur frontière méridionale au XVIIe siècle, puis finirent par conquérir le Khanat à la fin du XVIIIe siècle et la Circassie en 1867 : la grande majorité des Tatars et des Circassiens fut alors expulsée vers l'Empire ottoman où ils forment, depuis, des communautés éparses,.

### Empire ottoman

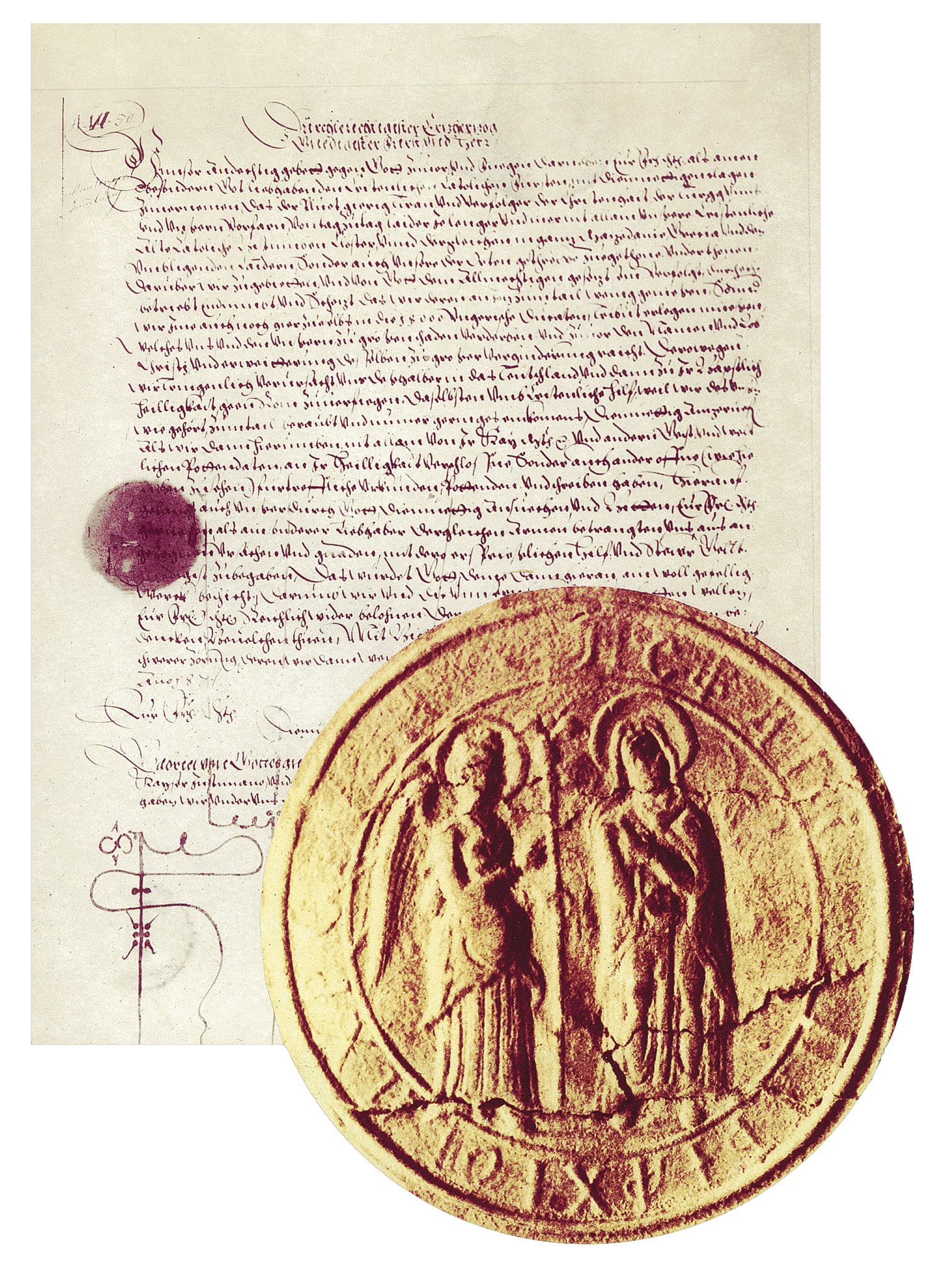
Lettre de l'archevêque d'Ohrid, Gabriel, à l'archiduc Ferdinand de Habsbourg, demandant assistance et la permission de voyager à Rome pour voir le pape Sixte V, afin de former une alliance « pour la libération des chrétiens de l'esclavage turc », avec son sceau, 8 octobre 1587.

L'esclavage prend un grand essor lors de la conquête de l'Anatolie, puis de la Grèce, des Balkans et de l'Europe de l'Est par le sultanat ottoman, au sein duquel les chrétiens, en tant que « nation » soumise, devaient subir le kharadj (double-capitation), pouvant tomber en esclavage pour dettes, et la pédomazoma (παιδομάζωμα ou دوشيرمه : « récolte des enfants », lesquels devenaient soit janissaires s'ils étaient aptes, soit esclaves). Pour les chrétiens, le seul moyen d'échapper à ces contraintes était la conversion à l'islam… que beaucoup choisirent, devenant ainsi Turcs, parfois par villages ou villes entières.
Plus tard, des expéditions navales à partir du XVe siècle en Espagne ou en Italie, et des expéditions terrestres en Pologne, Lituanie, Ukraine, Russie et dans le Caucase à partir du khanat de Crimée et de la Circassie complétèrent cette source. À Constantinople, centre administratif et politique de l'Empire, environ un cinquième de la population se composait d'esclaves en 1609 : ils étaient employés dans la voirie, comme portefaix dans les ports, formaient les chiourmes de la marine, peuplaient les harems ; beaucoup d'autres étaient domestiques ou artisans. Lors des réformes du Tanzimat (1839 à 1876) le nombre d'esclaves baissa progressivement.

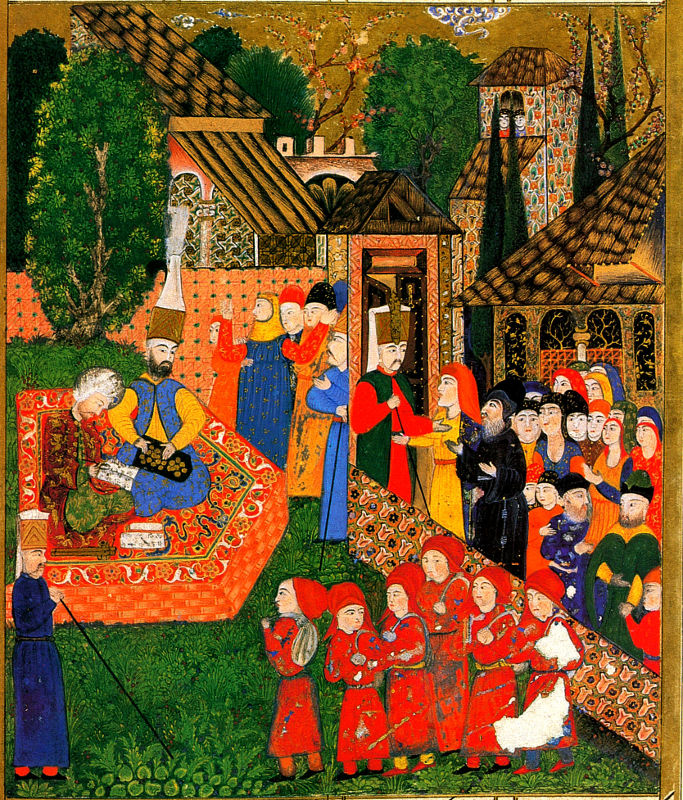
Peinture ottomane d'enfants des Balkans pris comme soldats-esclaves.

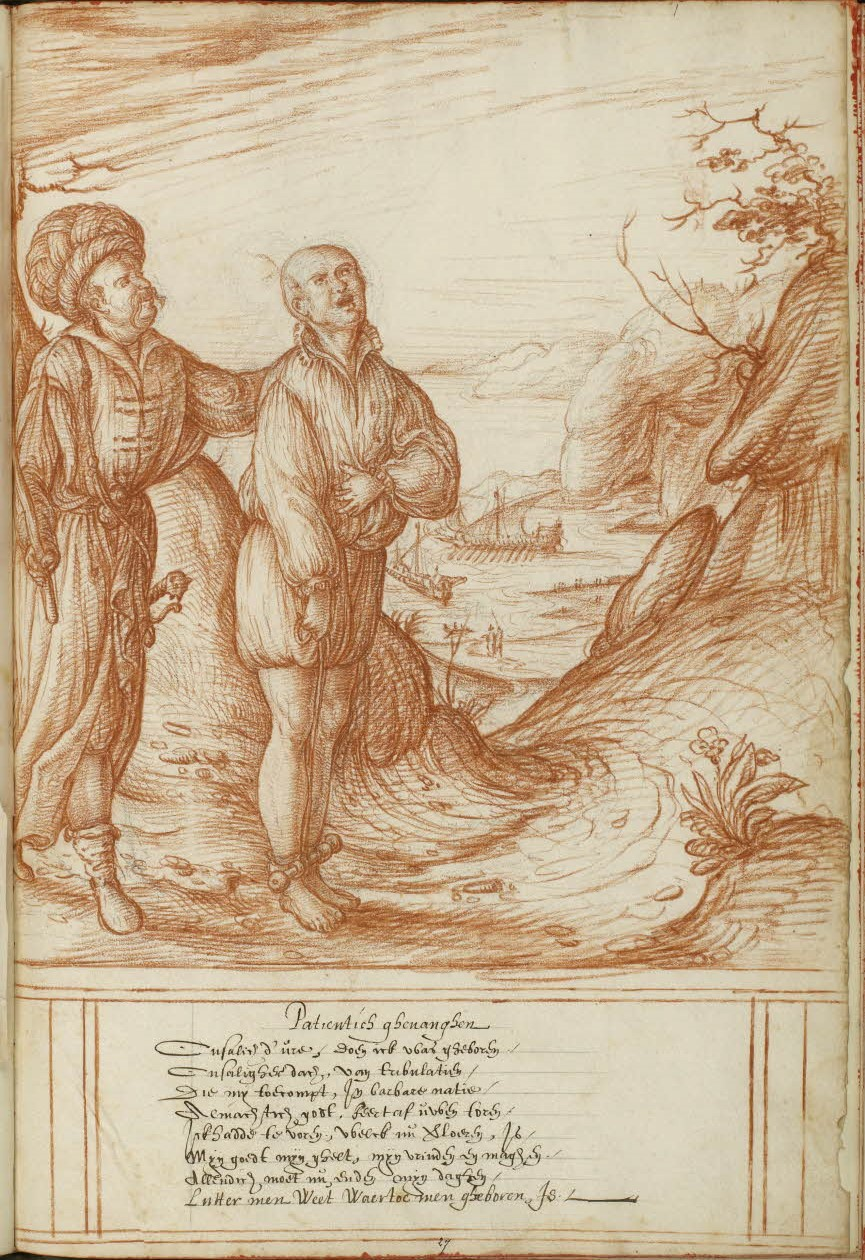
Esclave près de son maître turc, XVI.

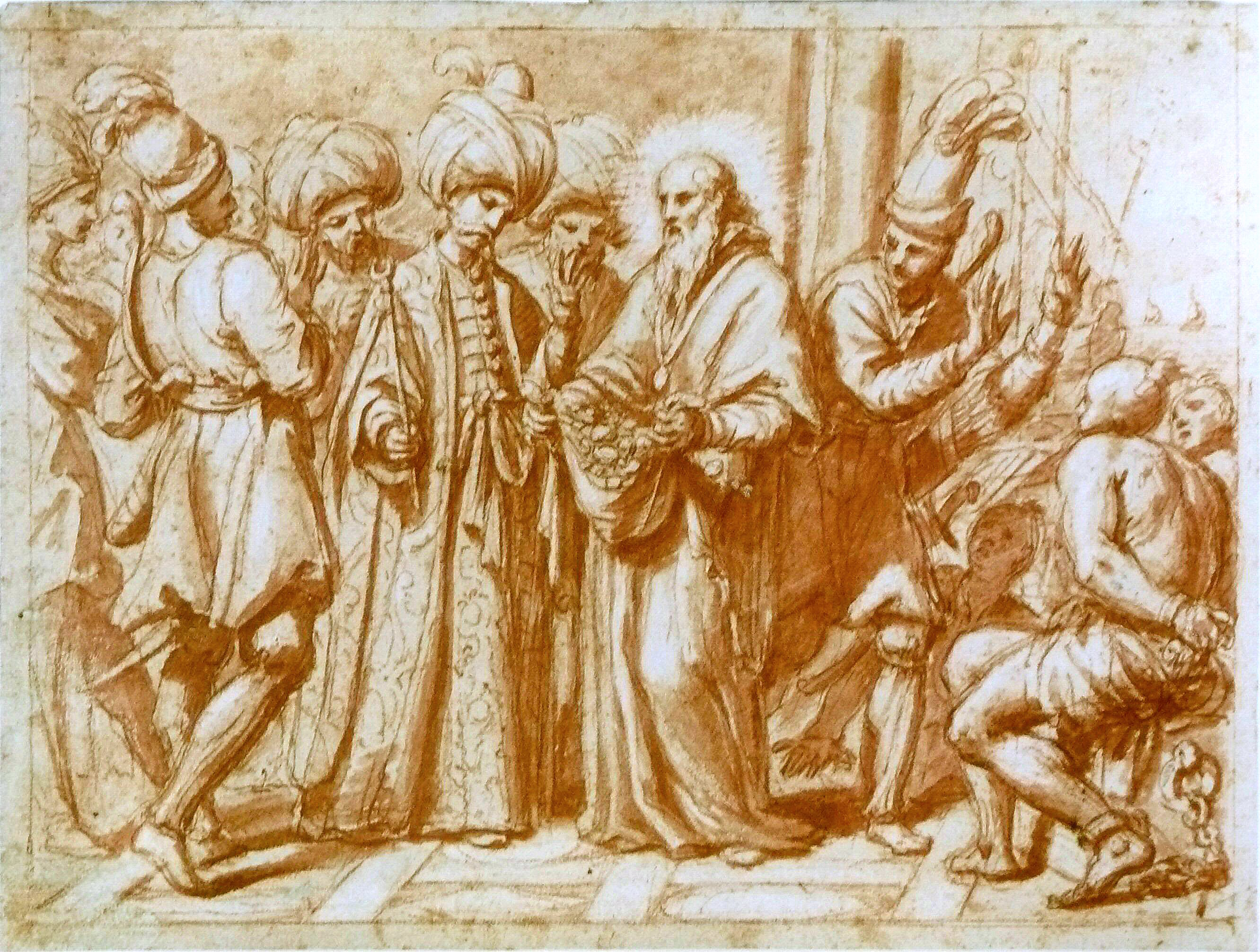
Religieux chrétiens rachetant les esclaves turcs XVII.

L'esclavage était une partie légale et importante de l'économie de l'Empire ottoman et de la société ottomane jusqu'à ce qu'il soit interdit à la fin du XIXe siècle, mais la pratique perdura en Anatolie jusqu'en 1908 pour les femmes çingene. L'esclavage sexuel était un élément central du système esclavagiste ottoman tout au long de l'histoire de l'institution,.
Un esclave ottoman, appelé kul en turc, pouvait atteindre un statut social élevé. Les eunuques chargés de garder les harems, remplissaient aussi des fonctions administratives et leur influence politique était grande car le choix des sultans parmi les nombreux enfants mis au monde au harem impérial dépendait en partie d'eux. Du XIVe au XIXe siècle, une majorité de fonctionnaires du gouvernement ottoman, formée dans des écoles palatines comme Enderun, fut recrutée parmi des esclaves et contribua à la bonne marche de l'Empire. De nombreux fonctionnaires esclaves possédaient eux-mêmes des esclaves.
En outre les Ottomans ont créé à partir du XVe siècle des unités d'élites à partir des esclaves : les janissaires, de Yeni Çeri : « nouvelle milice » en turc. Ces esclaves razziés enfants parmi les populations chrétiennes soumises d'Europe de l'Est, d'Anatolie ou du Caucase, étaient encasernés très jeunes, entraînés et convertis à l'islam. Ils formaient ainsi une communauté extrêmement soudée, armée redoutée qui comme les mamelouks se mit à intervenir dans la vie politique de l'Empire. Cette pratique contribuait au dynamisme et à la propagation de l'islam. La célèbre branche kapıkulu des janissaires, une élite militaire de l'armée ottomane, devint une facteur décisif dans les invasions ottomanes en Europe.
La plupart des commandants militaires des forces ottomanes, des administrateurs impériaux et des dirigeants par intérim de l'Empire, tels que Pargalı Ibrahim Pacha et Sokollu Mehmet Pacha, furent recrutés de cette manière,.

### Proche et Moyen-Orient
Au proche- et au moyen-Orient, le califat abbasside de Bagdad (750-1258) et ses marchands radhanites possèdent, commercialisent et louent des dizaines de milliers d'esclaves, massivement employés aux travaux domestiques, agricoles et d'irrigation, dans la construction et dans l'artisanat :
- des européens pris sur des navires chrétiens en Méditerranée ou razziés sur les côtes européennes par les corsaires barbaresques et les Turcs, qui durent jusqu'au début du XIXe siècle. Ces esclaves sont principalement espagnols, catalans, occitans, provençaux, italiens, croates, serbes, albanais ou grecs (des îles entières sont parfois vidées de leurs habitants ; dans les plus grandes, comme la Corse ou la Crète, les côtes se dépeuplent au profit de la montagne où les insulaires se réfugient) ;
- des africains noirs (désignés par le terme Zanj ou Zendj[116]) razziés parmi les adeptes des religions traditionnelles africaines avec l'aide des populations africaines islamisées (comme les Arabo-Swahilis) et en profitant des guerres entre les royaumes africains qui, depuis toujours et à commencer par l'Égypte antique, avaient asservi et commercialisé leurs captifs. Le mot « Soudan » désignant initialement toute l'Afrique sub-saharienne signifie « pays des noirs » (bilād as-sūdūn : بلاد السودونة[99])) ;
- des asiatiques importés soit par la route de la soie, soit par l'océan Indien, le golfe Persique et la mer Rouge.

Lors des croisades également, les armées musulmanes, défendant leurs terres au Proche-Orient contre les croisés, faisaient des captifs, souvent réduits en esclavage, s'ils n'étaient pas assez riches pour être rançonnés. Des esclaves blancs, ou mamelouks (arabe : mamlūk : « possédé »), formés de Circassiens du Caucase ou d'autochtones d'Asie centrale, sont vendus par les peuples turcs sur les grands marchés que sont Samarcande, Boukhara, Herat, Meched et les ports ottomans ou tatars de la mer Noire. L'Asie centrale est alors nommée par les Arabes le « pays des Turcs » (arabe : bilād al-atrāk : بلاد الأتراكة). Le calife de Bagdad possède 11 000 esclaves dans son palais au IXe siècle.
Le califat d'Omar ibn al-Khattâb transformant l'Arabie tribale en État et voyant se développer une caste guerrière, est une période d'essor numérique de l'esclavage et de théorisation de celui-ci. Au cours des califats omeyyades et abbassides, les intellectuels religieux défendirent l'ordre social établi et mirent en avant la soumission à Dieu et aux maîtres. Durant cette époque, l'essor des terres occasionne un besoin important en main-d'œuvre servile qui manque et qui sera cherchée par la razzia et par la guerre.
Parmi les esclaves, les mamelouks pour les Arabes et les janissaires pour les Ottomans sont élevés aux frais de l'État pour devenir des guerriers très appréciés : mis en esclavage jeunes, environ 6 ans, ils sont formés et encasernés, autant pour créer un esprit de corps militaire que pour les isoler de la population. Leur nom qui veut simplement dire « propriété » pour le mamelouk.

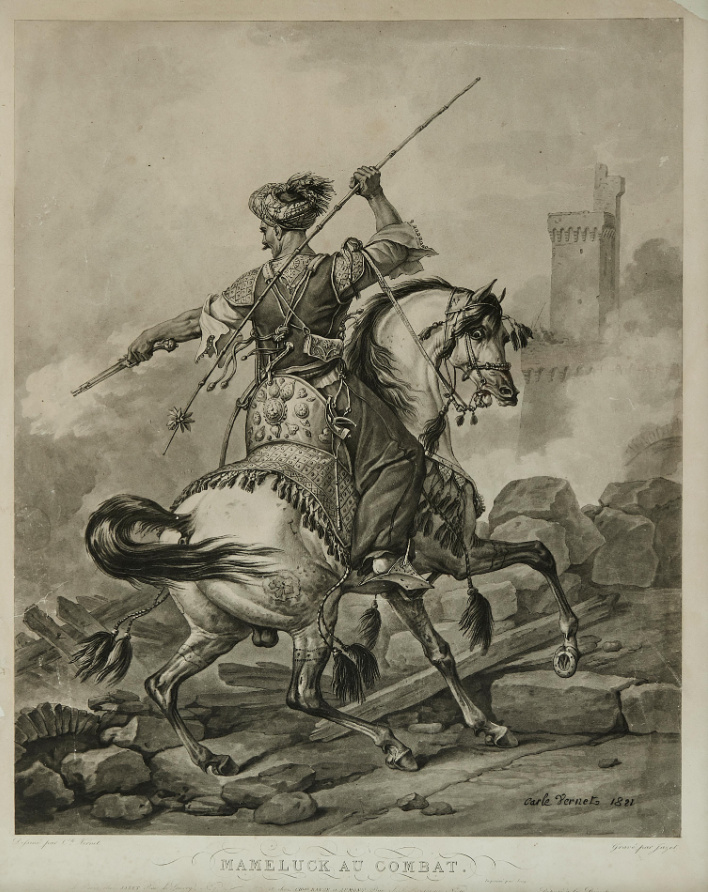
Un cavalier mamelouk, en 1810

Les Mamelouks étaient des soldats-esclaves convertis à l'Islam et qui servirent les califes musulmans et les sultans ayyoubides depuis le Moyen Âge. Au fil du temps, ils sont devenus une puissante caste militaire, battant souvent les croisés et, à plus d'une occasion, ils ont pris le pouvoir pour eux-mêmes, par exemple, dirigeant l'Égypte dans le sultanat mamelouk de 1250 à 1517.
Les mamelouks arrivent même au pouvoir suprême en Égypte pendant certaines périodes. La garde personnelle du calife al-Mutasim (833-842) compte de nombreux esclaves soldats (entre 4 000 et 70 000 selon les sources). Le calife Jafar al-Mutawakkil (846-861) met des esclaves turcs à tous les postes de son gouvernement, mais finit assassiné par sa garde mamelouk. Trois de ses quatre successeurs subissent la même fin. 
Le califat de Bagdad et l'Égypte ont les besoins les plus élevés en esclaves, et la richesse nécessaire pour en acquérir massivement. Les guerres quasi continuelles contre l'Empire byzantin, puis contre les États d'Europe de l'Est et d'Europe centrale procurent pendant des siècles des captifs réduits en esclavage (les nobles ou commandants étaient détenus et libérables contre rançon, mais les simples soldats ou civils étaient vendus).

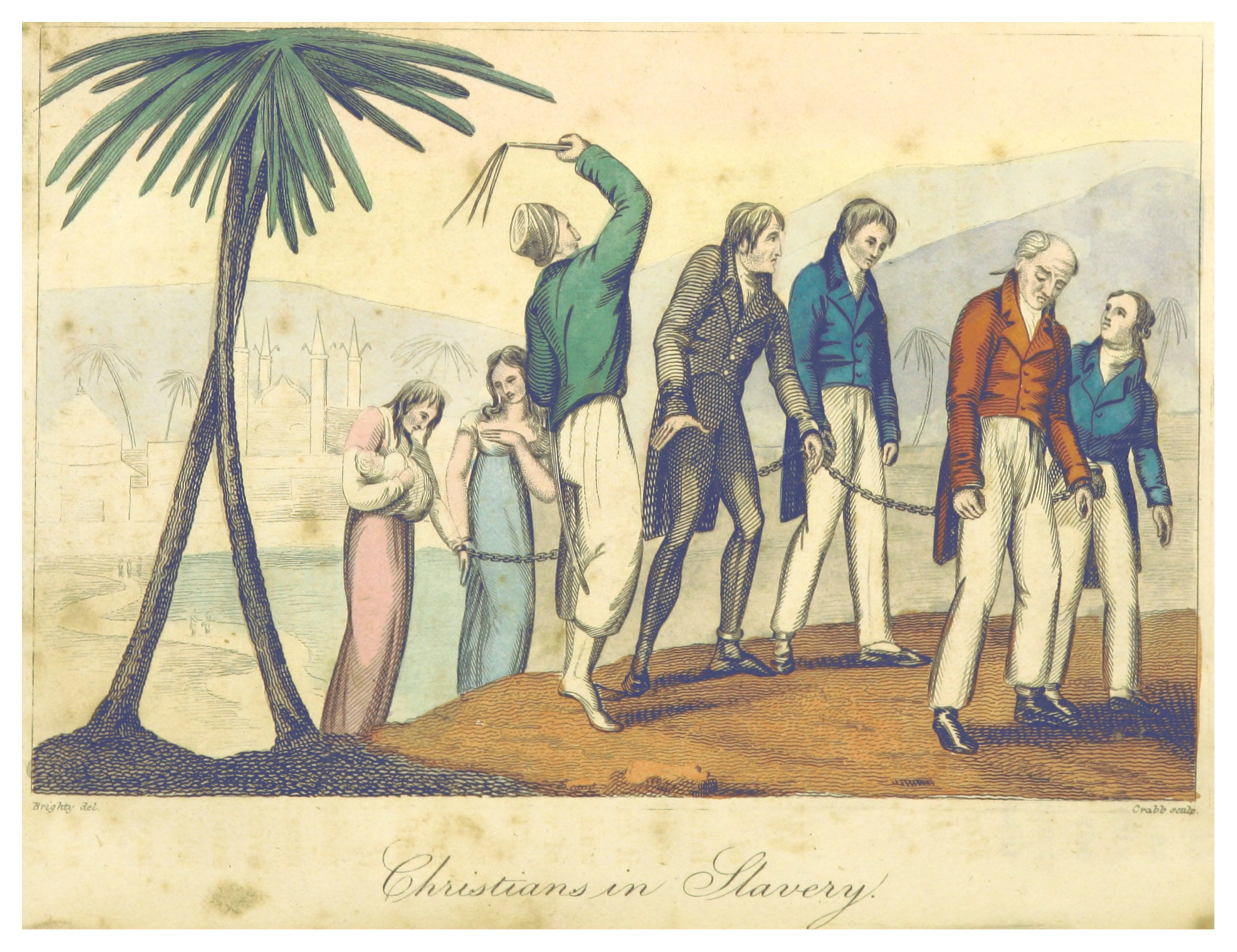
Chrétiens en esclavage, Alger, 1817.

Entre 869 et 883, le califat de Bagdad connaît sa grande révolte d'esclaves noirs, la révolte des Zanj dans les plantations de la région de Bassorah (actuel Irak). Ce fut le premier grand soulèvement d'esclaves noirs contre le pouvoir des Abbassides entre 869 et 883. Le vizir Al-Mouaffak mit quinze ans à la réprimer (869–884). À la différence de la révolte de Spartacus contre Rome, la révolte des Zanj, qui aurait été dirigée par Ali ibn Muhammad qui se revendiquait descendre du calife Ali ibn Abi Talib, a un fondement idéologique car elle prône violemment un islam égalitaire : le kharidjisme. Les mamelouks régnants, eux-mêmes issus d'esclaves, et les soldats noirs envoyés contre les rebelles désertent et se rallient la révolte qui, au plus fort du mouvement, impliqua près de 500 000 esclaves et coûta des dizaines de milliers de vies. Profitant des évènements, Ahmad Ibn Touloun, turc envoyé au Caire en 868, se constitua une armée d'esclaves révoltés Grecs, Africains et Turcs, et se rendit indépendant en Égypte (dynastie des Toulounides).
Néanmoins, des esclaves sous le califat accèdent parfois à des postes socialement « importants » : en plus des travaux domestiques, artisanaux ou agricoles (dans les plantations de canne à sucre par exemple), les esclaves pouvaient devenir favoris, conseillers, chambellans, mais surtout des soldats d'élite. Les historiens estiment qu'au moins 500 000 enfants chrétiens dans les Balkans, 1 sur 5 dans les villages chrétiens, le devchirmé à devenir des janissaires.
L'afflux au proche- et moyen-Orient ainsi qu'en Afrique du Nord de populations en provenance des « gisements d'esclaves » européens, asiatiques ou africains subsahariens, a laissé des traces dans la génétique des populations. Selon le Groupement des anthropologistes de langue Française (GALF), l'étude génétique des populations nord africaines, sur base de séquences cibles de l'ADN mitochondrial, montre que les populations berbères du Nord africain présentent un métissage avec d'une part les populations européennes et d'autre part avec les populations moyen-orientales et sub-sahariennes témoignant de mélanges des gènes dans tout le nord africain. L'étude montre que les populations berbères modernes ont hérité de gènes d'ancêtres esclaves transsahariens, « Des contacts entre le nord de l’Afrique et de grands empires subsahariens (tels ceux du Ghana, du Mali, ou encore l’Empire songhaï) sont également rapportés par l’histoire, lors de commerces transsahariens d’or, de sel et d’esclaves »,.

### Afrique:IXe–XIXesiècle

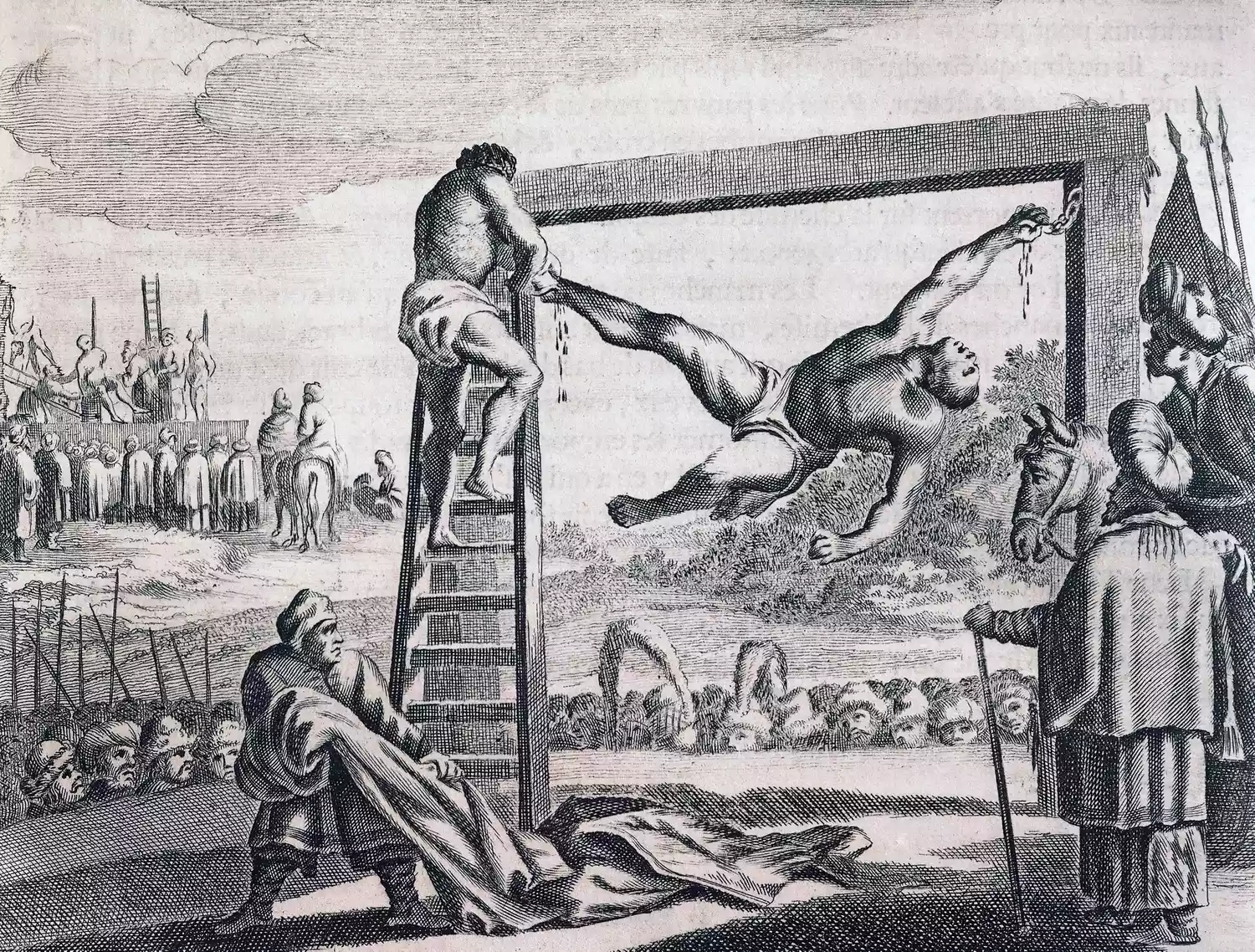
Supplice des esclaves suspendus à des crochets selon l’usage musulman, gravure de Reinier Nooms extraite de la Description de l’Afrique d’Olfert Dapper parue en 1686.

En avril 1998, Elikia M'Bokolo écrivait dans Le Monde diplomatique : « Le continent africain a été saigné de ses ressources humaines par toutes les voies possibles. À travers le Sahara, à travers la mer Rouge, depuis les ports de l'océan Indien et via l'Atlantique, un millénaire d'esclavage (du neuvième au dix-neuvième) a exporté quatre millions d'esclaves via la mer Rouge, quatre autres millions via les ports swahilis de l'océan Indien, peut-être jusqu'à neuf millions le long de la route transsaharienne des caravanes, et onze à vingt millions (selon la source) à travers l'océan Atlantique ». Au VIIIe siècle, en Afrique, l'islam se propageait vers le sud le long du Nil et vers les régions sahéliennes le long des routes transsahariennes.
Les esclaves de l'Empire omanais étaient nombreux jusqu'au XIXe siècle dans l'archipel de Zanzibar et le long des côtes de l'océan Indien, soit les actuelles Somalie, Kenya, Tanzanie et nord du Mozambique, ainsi que dans l'archipel des Comores. Livingstone et Stanley furent les premiers explorateurs européens à décrire l'esclavage dans ces régions et, entre autres, le marchand d'esclaves Tippo Tip dont les réseaux s'étendaient à travers une grande partie de l'Afrique noire et qui en commercialisait chaque année des centaines.
À partir des bouches du Sénégal, de Gorée, du golfe de Guinée et des comptoirs portugais, la traite négrière transatlantique prit de plus en plus d'ampleur tandis que la traite orientale perdait de l'influence. Le nombre d'ouvriers agricoles ou autres asservis (mais non esclaves) augmentait à l'Ouest, dans les colonies européennes, tandis que le nombre d'esclaves diminuait à l'Est. Les Européens combattirent, parfois par les armes, l'influence musulmane, convertissant au christianisme les adeptes des religions traditionnelles africaines et bloquant ainsi l'expansion de l'islam. En formant ces nouveaux chrétiens de manière à en faire des acteurs de l'économie et de la culture coloniale, l'Europe contrebalança ainsi la domination commerciale et intellectuelle musulmane. À Zanzibar, l'esclavage fut aboli en 1897, sous le sultan Hamoud ibn Mohammed : dès lors, le reste de l'Afrique n'eut plus de contacts directs avec les marchands musulmans et le modèle civilisationnel occidental s'ajouta au modèle oriental, marginalisant de plus en plus le modèle autochtone africain, appréhendé de manière condescendante par les deux autres.

#### Afrique du Nord

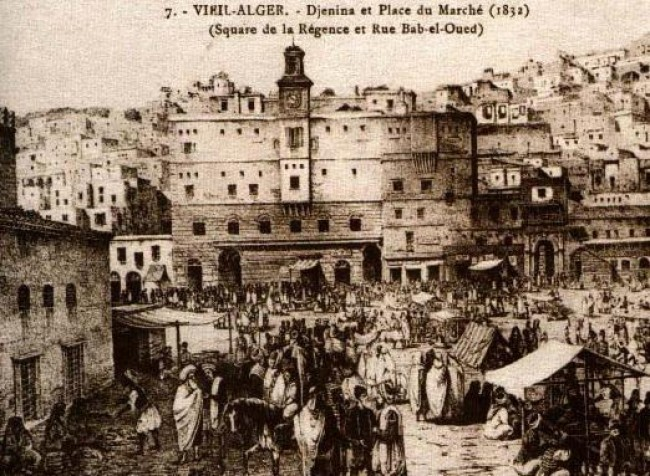
Square de la Régence, ancien marché aux esclaves d'Alger, 1832.

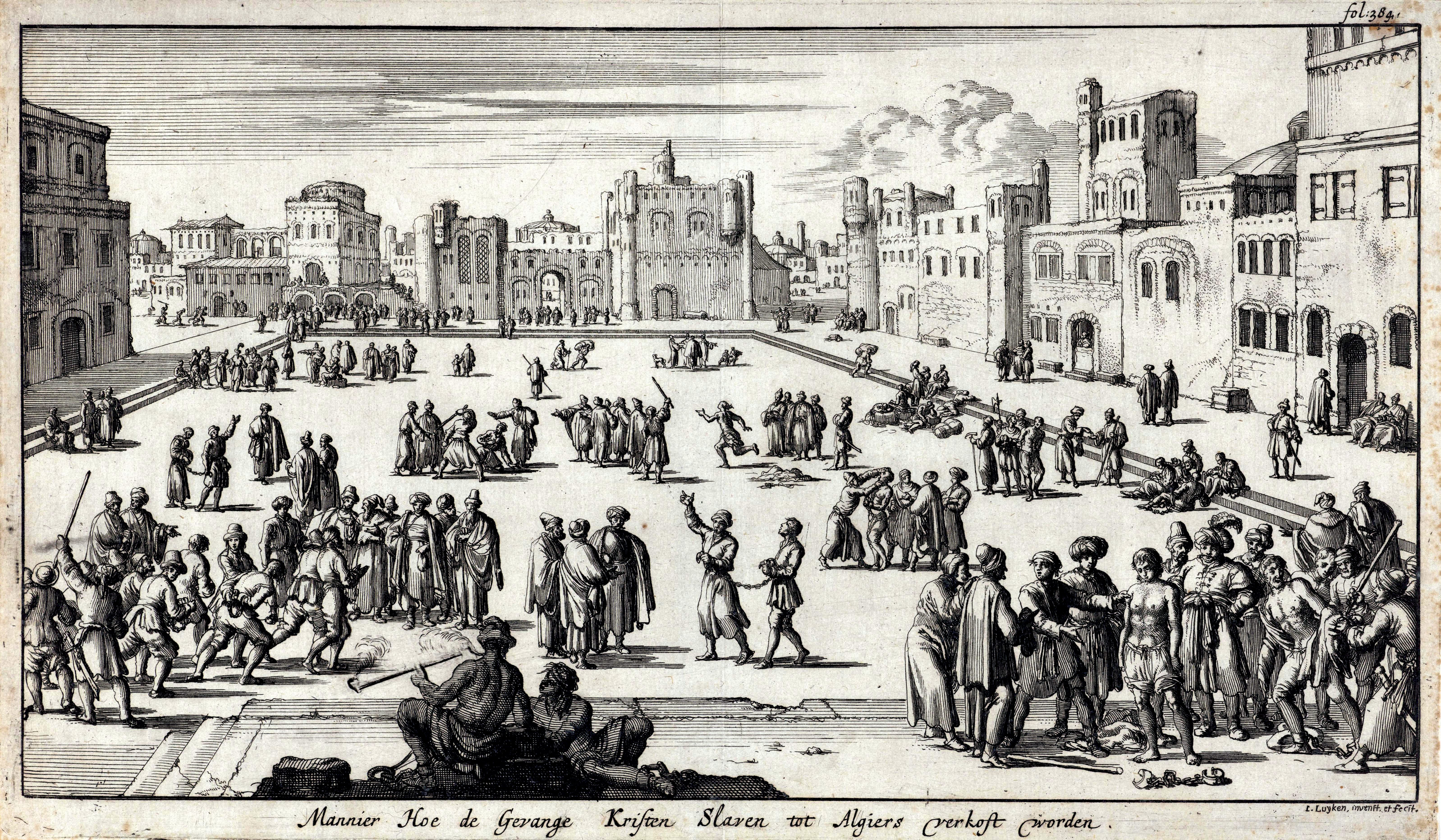
Manière dont les prisonniers chrétiens sont vendus comme esclaves au marché d'Alger. Gravure hollandaise de 1684.

L'Afrique du Nord, a accueilli un grand nombre d’esclaves noirs entre 1700 et 1880 : 515 000 au Maroc, 65 000 entrées en Algérie, 100 000 en Tunisie, 400 000 en Libye et 800 000 en Égypte. Les autorités coloniales européennes ont interdit l'esclavage des blancs mais toléré la continuité de la traite négrière transsaharienne après 1848.

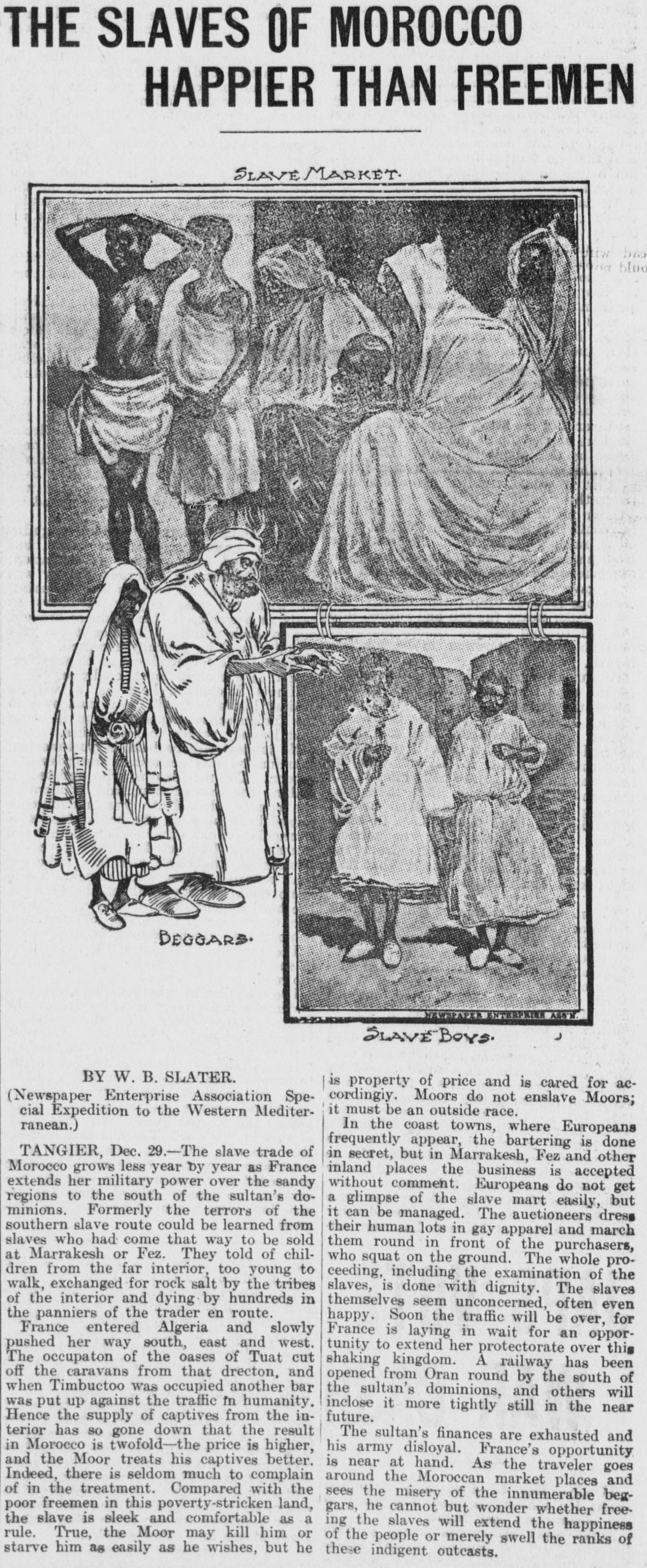
Article de propagande, soutenant que face à la misère du pays, les esclaves au Maroc sont plus heureux que les hommes libres, 1903.

Au Maroc, le plus important marché d’esclaves était Marrakech : à la fin du XIXe siècle, on y vendait entre 7 000 et 8 000 esclaves par an. La plupart des esclaves venaient de la bande sub-sahelienne. Bien qu’un chiffrage exact de la population servile au Maroc au début du XXe siècle soit impossible, il semble qu’elle fut numériquement non négligeable et que l’institution elle-même ait présenté, tout au long du Protectorat, « d’importants vestiges dans les grandes familles citadines ». Le marché d’esclaves de Marrakech sera fermé par les autorités coloniales en 1912. La France s’était retrouvée dans une position ambiguë entre les principes fondamentaux de 1848 portant prohibition de l’esclavage et le respect du traité de Fès (1912) qui aurait exigé l’intervention de l’autorité chérifienne pour promouvoir dans le sultanat une règle aussi fondamentale que l’égalité juridique entre ressortissants marocains. Il semblait, en effet, « impossible d’imposer au Sultan la suppression d’une institution acceptée par l’Islam et minutieusement réglementée par le droit malékite ».

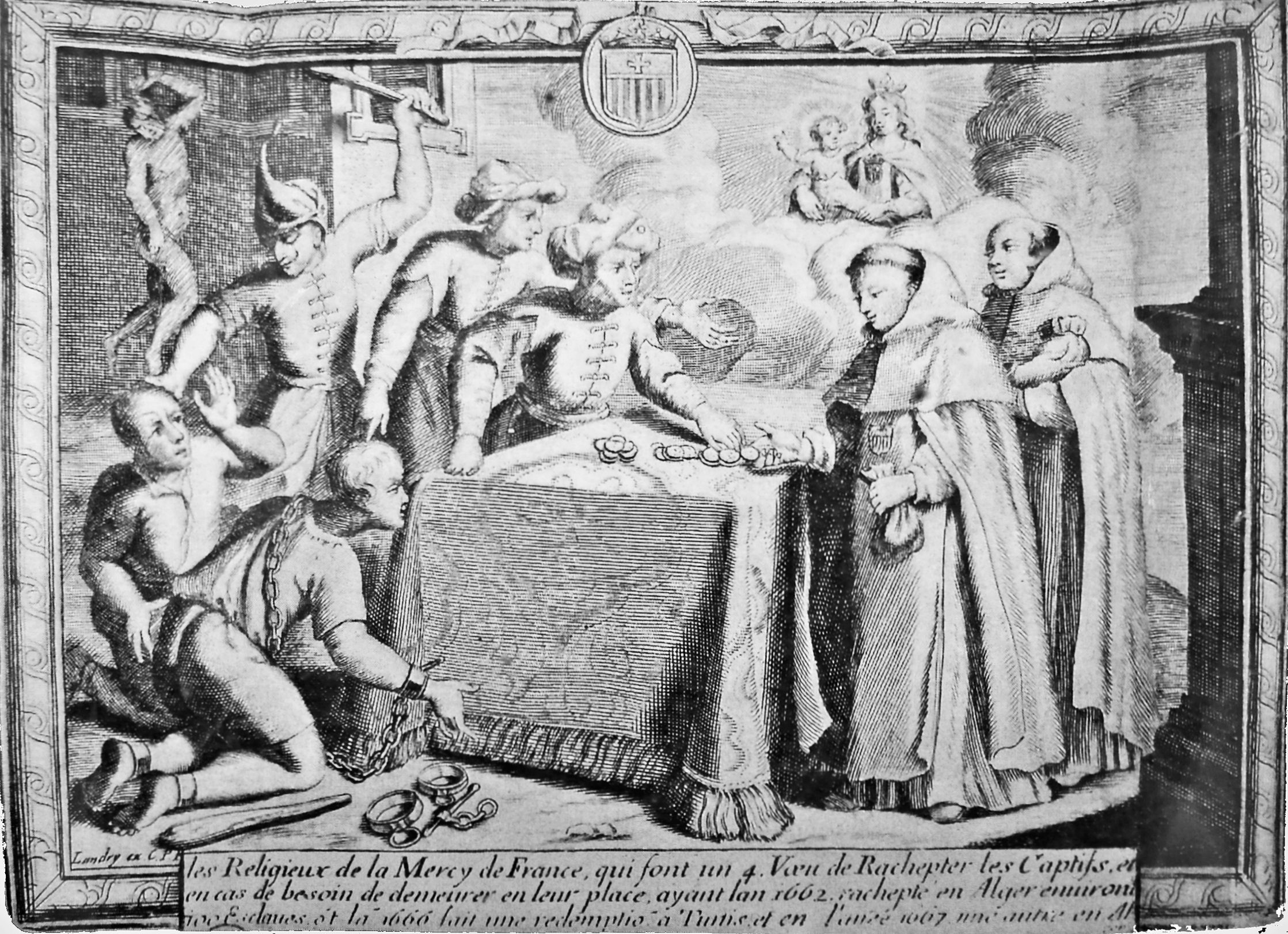
Rachat de captifs chrétiens à Alger par des Mercédaires (vers 1670). « Les Religieux de la Mercy de France faisaient vœu de racheter les captifs, et en cas de besoin de demeurer en leur place.

Provinces de l'Empire ottoman, mais semi-autonomes, la régence de Tunis comme la régence d'Alger pratiquaient la traite des esclaves de Barbarie qui fut interdite par les autorités coloniales européennes au début du XIXe siècle, tandis que la traite négrière transsaharienne resta tolérée jusqu'au début du XXe siècle.
En Algérie, les kouloughlis,, tirent leur nom du turc : kul oğlu qui est le plus souvent traduit par « fils d'esclave » mais peut aussi être compris comme « fils de serviteur » au sens de « fils d'un représentant de l'Empire ottoman ». En effet, les kouloughlis formaient un groupe social d'Algérie, de Tunisie et de Libye, jadis provinces autonomes de l'Empire ottoman : les régences d'Alger, de Tunis et de Tripoli. C'étaient des personnes issues d'unions entre des Ottomans, souvent des janissaires, et des femmes maghrébines ou inversement de femmes turques et d'hommes maghrébins. Même si la condition de l'un des parents ou des deux était initialement servile (les janissaires étaient issus d'enfants non-musulmans razziés), les kouloughlis affranchis pouvaient obtenir des fonctions importantes, comme Hussein Ier Bey, fondateur de la dynastie tunisienne des Husseinites qui régna pendant 252 ans sur le pays.
À la fin du XIXe siècle, les Français ont fait disparaître les kouloughlis en tant que groupe défini, en classant les indigènes d'Afrique du Nord comme « arabes », « berbères » ou « juifs », simplifiant ainsi la diversité de ces populations.

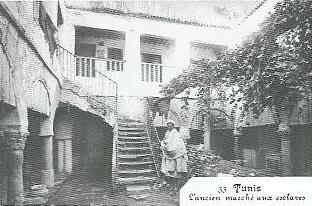
Ancien marché aux esclaves à la Médina de Tunis, v. 1900.

En Tunisie les esclaves étaient vendus, en même temps que le sel, les gemmes, l'or, l'ivoire ou les peaux, par les caravanes du Fezzan et de Ghadamès. Au début du XIXe siècle les esclaves arrivent à un rythme annuel oscillant entre 500 et 1 200 dont une partie est réexpédiée vers les ports du Levant. L'esclavage est aboli en Tunisie le 23 janvier 1846 par Ahmed Ier Bey mais perdure illégalement, puis est à nouveau aboli en 1890 par la France coloniale après l'instauration du protectorat français de Tunisie mais a encore persisté jusqu'au début du XXe siècle.

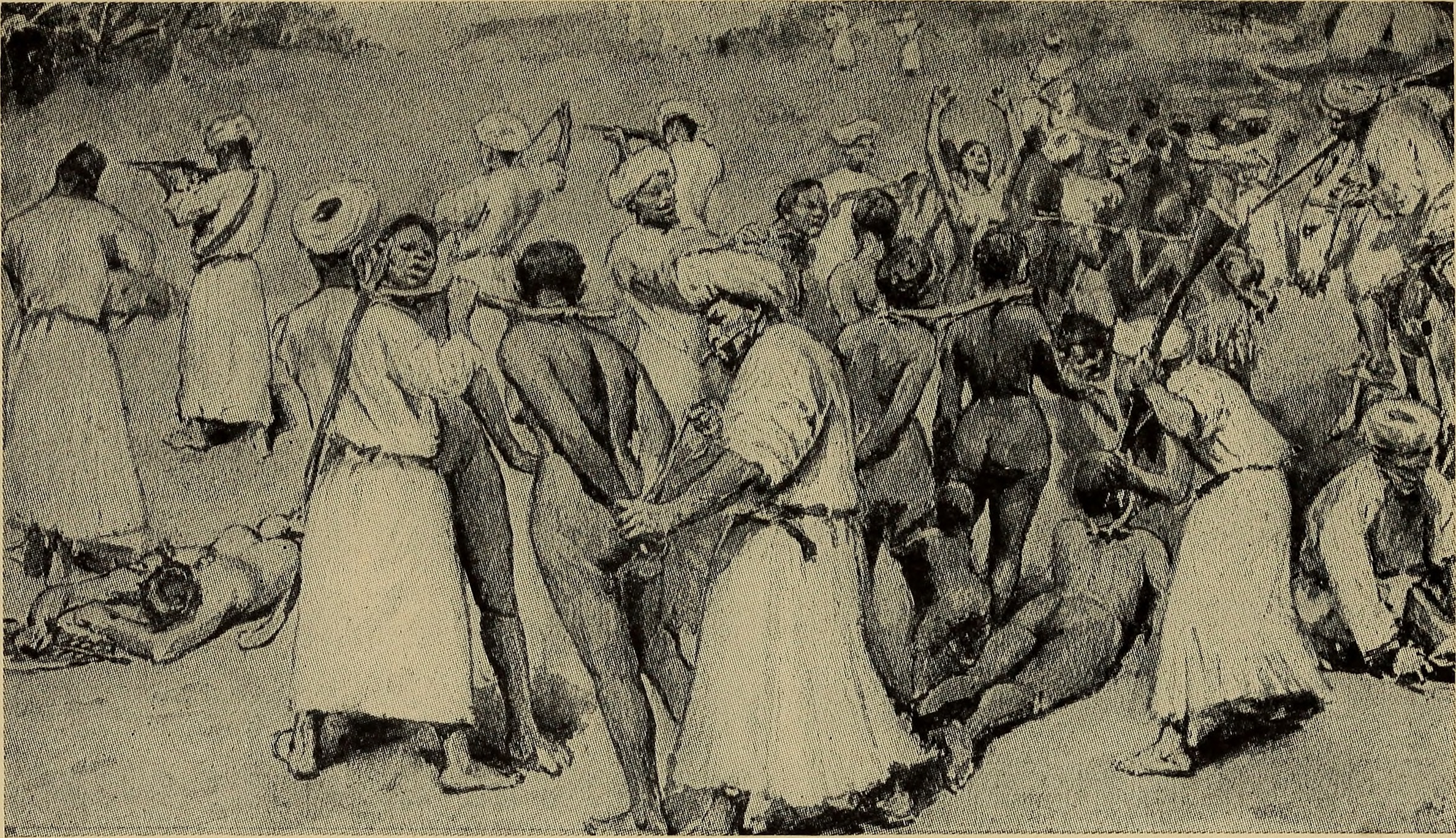
Le chagrin et l'espoir du Soudan égyptien, Charles R. Watson, 1913.

L'Égypte islamique a largement fait usage des esclaves soldats, les mamelouks, capturés ou achetés parmi les chrétiens et les tribus païennes, puis instruits au métier des armes et affranchis. En 1260, leur chef Baybars prit le pouvoir. Les mamelouks le conservèrent jusqu'à la conquête par les Turcs en 1516-1520.
En Égypte, des esclaves-soldats, les mamelouks, capturés ou achetés parmi les chrétiens et les fidèles des religions traditionnelles africaines, étaient élevés dans l'islam et en même temps instruits au métier des armes et affranchis. En 1260, leur chef Baybars prit le pouvoir. Même lorsqu'ils furent les maîtres de l'Égypte, les mamelouks conservèrent leur mode de recrutement, à partir d'esclaves. Les mamelouks restèrent au pouvoir jusqu'à la conquête de l'Égypte par l'Empire ottoman en 1516-1520.

#### Afrique de l'Ouest
Avec l'avancée de l'islam, l'esclavage se développe. Dès le VIIe siècle, sans parler de conquêtes, les premiers raids arabes dans le Sahara approvisionnent les marchés aux esclaves. Au XIe siècle, le trafic caravanier augmente et les chefs de tribus africaines se convertissent. En 1077, Abu Bakr Ibn Omar lance une expédition sanguinaire au Ghana. Mais les Berbères Almoravides du Maroc n'arrivent pas à s'installer durablement. En 1222, Sundjata Keïta abolit l'esclavage en créant l'empire du Mali (Charte du Manden).
Au XVIe siècle, les expéditions menées par les gouverneurs d'Alger se multiplient dans le Sahara central. L'effondrement de l'Empire songhaï entraîne une chasse aux esclaves dans les pays du Niger.
Jusqu'au XIXe siècle, les corsaires nord-africains capturent des esclaves sur les côtes des pays européens et les navires européens. Entre 1530 et 1780, au moins 1 200 000 Européens furent emmenés en esclavage en Afrique du Nord (seul le nombre d'hommes est à peu près quantifiable, tandis que le nombre de femmes victimes de cette traite est très difficile à quantifier et généralement largement sous-estimé). Cette pratique était liée au rançonnage. Miguel de Cervantes passa ainsi sept ans dans les geôles algéroises dans d'effroyables conditions qu'il décrit dans son livre. Après une expédition anglo-néerlandaise en 1816, ce n'est qu'en 1830, avec l'arrivée des troupes françaises en Algérie, que cette pratique fut arrêtée.

#### Afrique de l'Est

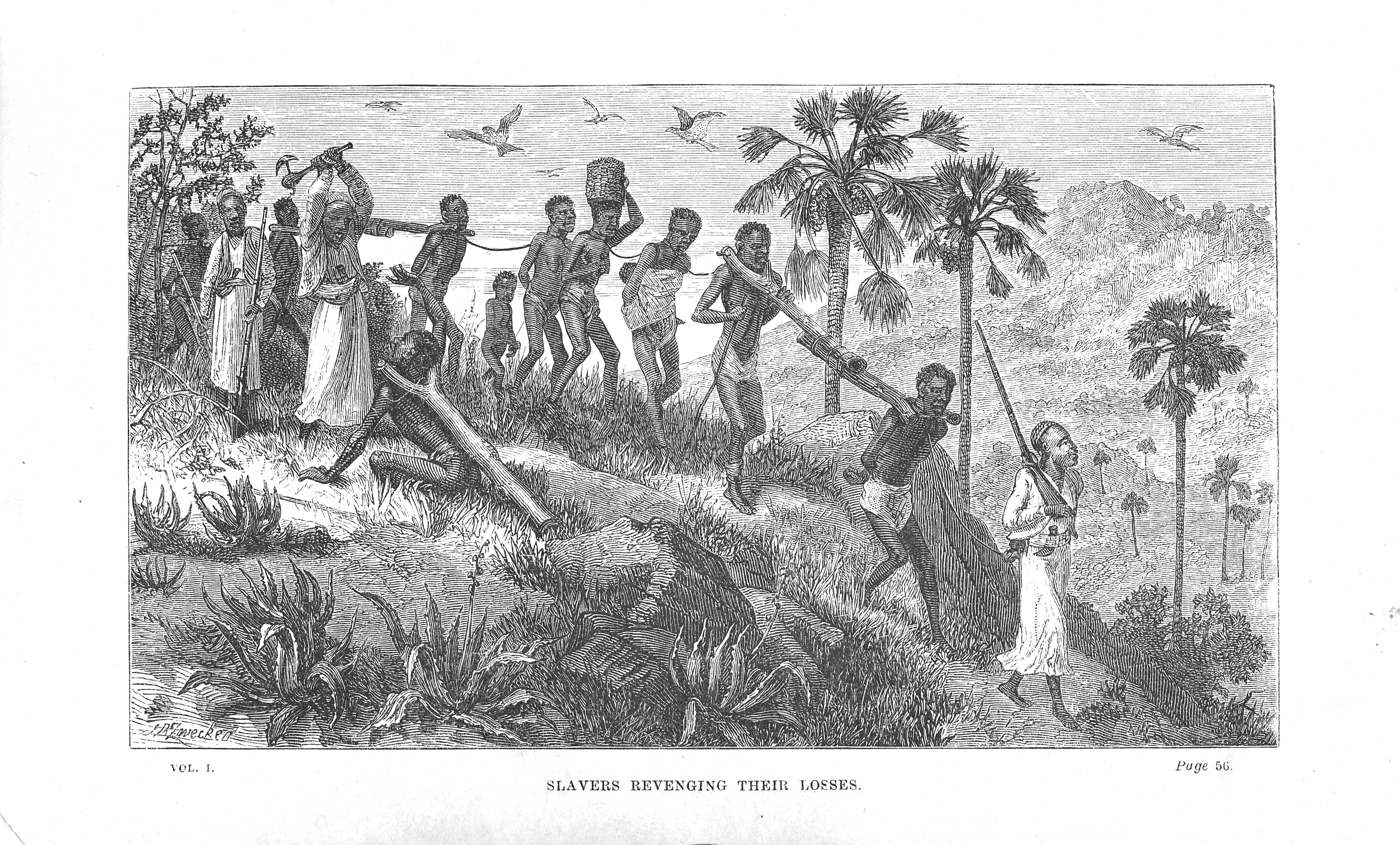
Esclavagistes arabo-swahilis avec leur convoi, près du fleuve Ruvuma (Mozambique), v. 1866.

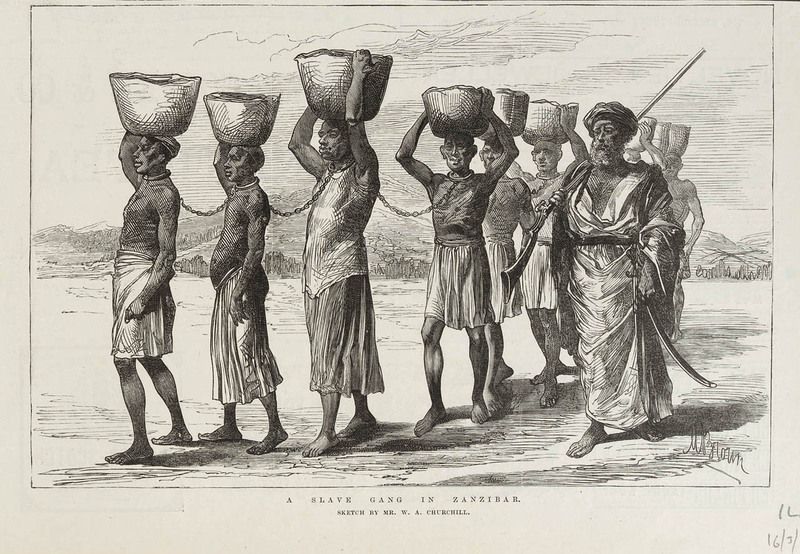
Un groupe d'esclaves Zanj à Zanzibar (1889)

Les géographes divisaient la côte orientale de l'Afrique en plusieurs régions en fonction de leurs habitants qui étaient les principaux fournisseurs d'esclaves du monde musulman : au nord al-Habash désignant l'Abyssinie et l'Érythrée, au centre al-Baribah ou al-Sumalê,, désignant la corne de l'Afrique, et au sud al-Zenj désignant les peuples bantous,.
L'Éthiopie et l'Érythrée exportaient des esclaves Nilotiques issues de leurs régions frontalières et des provinces conquises,. Dans la corne de l'Afrique, peuplée de Couchites, En 640, Omar ibn al-Khattab envoya une expédition navale contre Adulis, mais il fut battu. En 702, des pirates aksoumites ont réussi à envahir Hedjaz (ouest de la péninsule arabique) et occuper Jeddah. Les sultanats Somalis et Afars comme celui d'Adal exportaient également des Bantous et des Nilotiques capturés dans l'arrière-pays, ainsi que parmi les ennemis vaincus. Des inscriptions javanaises et des textes arabes montrent qu'aux IXe et Xe siècles Java entretenait des échanges commerciaux avec la côte est de l'Afrique. Une inscription datée de l'an 860, trouvée dans l'est de Java (actuelle Indonésie), mentionne, dans une liste de serviteurs, des Jenggi ; une inscription javanaise plus tardive parle d'esclaves noirs offerts par un roi javanais à la cour impériale de Chine.
L'histoire du sultanat Somali d'Adal est marquée par une guerre territoriale menée par l'imam Ahmed Ibn Ibrahim Al-Ghazi qui s'alliera aux Ottomans contre les États chrétiens d'Éthiopie. Le négus d'Éthiopie appelle les chrétiens d'Occident à l'aide. Les Portugais voulant contrôler la route des Indes orientales attaquent les comptoirs somaliens : en 1517, ils incendient celui de Zeilah. Vers 1542-1543 Christophe de Gama mène une expédition en Abyssinie pour repousser l'armée d'Ibrahim Al-Ghazi : capturé après la bataille de Wofla, Gama échappe à la servitude en étant décapité,,.

Carte de la traite orientale en Afrique au Moyen Âge.

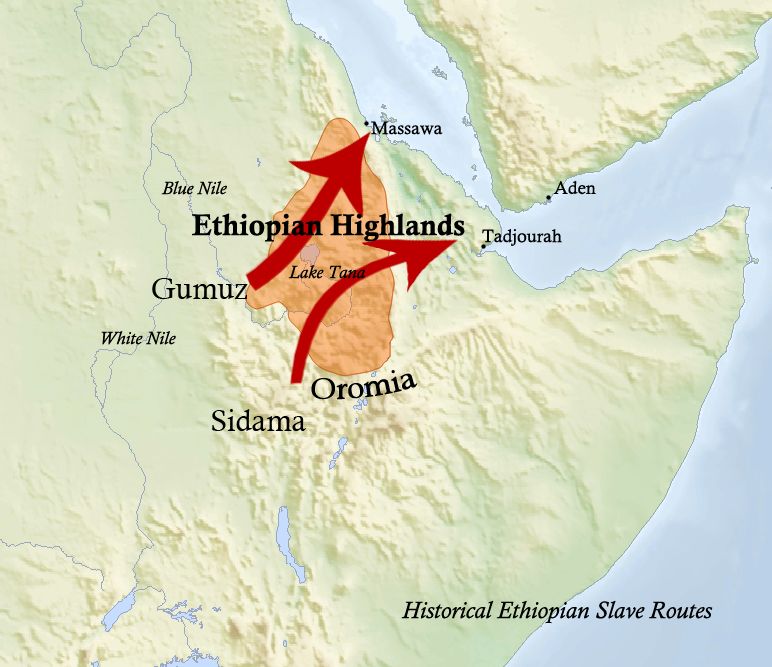
Routes de l'ancien esclavage éthiopien.

Les régions situées au sud de la corne de l'Afrique étaient habitées par des peuples bantous pour la plupart adeptes des religions traditionnelles africaines, donc considérés comme « mécréants » et comme tels, voués à l'esclavage. Les termes al-Zenj désignant les bantous (à l'origine du toponyme Zanzibar : « côte des Bantous ») et al-kafr désignant les non-musulmans (à l'origine du terme péjoratif « cafre ») ont par extension désigner les personnes vouées à l'esclavage : la révolte des Zanj fut le premier grand soulèvement d'esclaves noirs contre le pouvoir des Abbassides entre 869 et 883 dans la région de Bassorah (actuel Irak). Le vizir Al-Mouaffak eut beaucoup de mal à la réprimer.

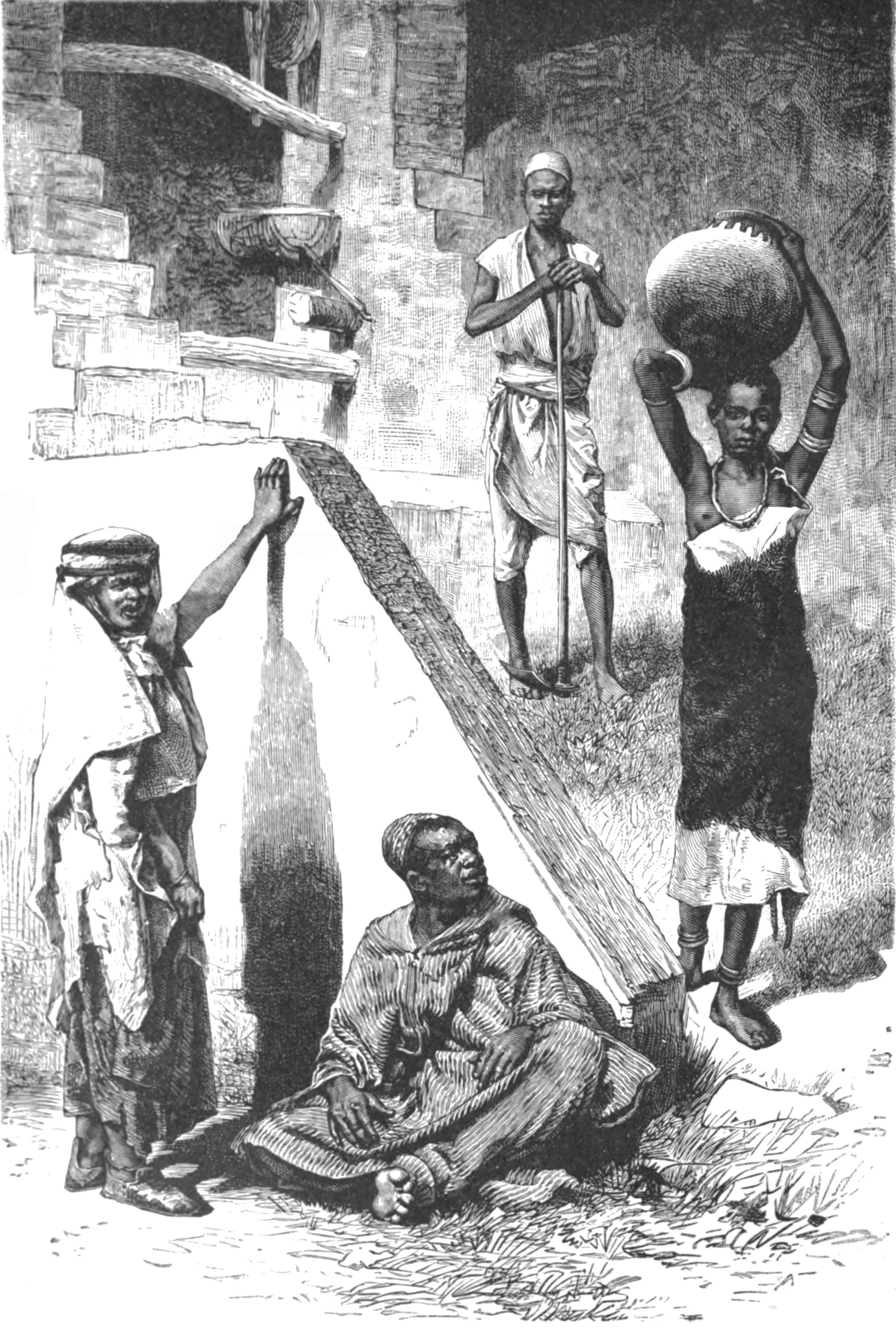
Femme Shiluk esclave (Soudan) par Élisée Reclus, juin 1891.

Au Moyen Âge, les esclaves bantous étaient capturés par les marchands musulmans le long de la côte de l'Est de l'Afrique.

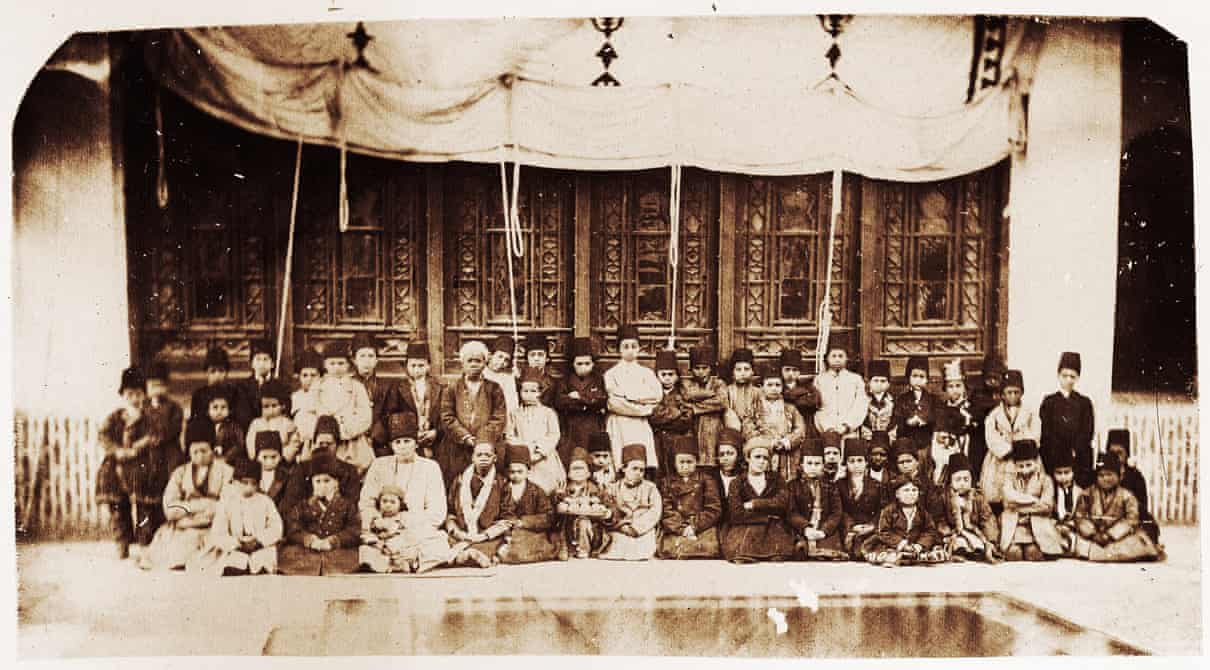
Nasser al-Din Shah photographié avec 53 esclaves (Khawajas) eunuques, enfants de différentes origines ethniques, achetés au marché aux esclaves pour être conduits au harem du shah. Parmi eux, quatre garçons africains (qolam bachehha), palais du Golestan, à Téhéran (Iran), années 1880.

Les esclaves les plus populaires dans le monde musulman étaient syriennes, aux « yeux et cheveux foncés » et à la peau brun clair. Leur prix pouvait atteindre trente lires. Elles furent décrites par le journaliste américain comme ayant « de beaux visages dans leur jeunesse ». Les syriennes furent vendues à travers toutes les régions côtières d' Anatolie. Dans son classement de l'époque, le journaliste du New York Times avance que les filles nubiennes étaient les moins chères et les moins populaires, atteignant jusqu'à 20 lires.

### Asie du Sud-Est
En Inde, lors des conquêtes musulmanes du VIIIe siècle, les armées du commandant omeyyade Muhammad bin Qasim réduisent en esclavage des dizaines de milliers de prisonniers indiens, dont des soldats et des civils,.
Au début du XIe siècle, l'historien arabe Al-Utbi enregistra qu'en l'an 1001 les armées de Mahmoud de Ghazni conquirent Peshawar et Waihand (capitale du Gandhara) après la bataille de Peshawar (1001) et a captura quelque 100 000 jeunes,. Plus tard, après sa douzième expédition en Inde en 1018–19, Mahmud serait revenu avec un si grand nombre d'esclaves que leur valeur fut réduite à seulement deux à dix dirhams chacun. Ce prix inhabituellement bas faisait, selon Al-Utbi, que «des marchands [venaient] de villes lointaines pour les acheter, de sorte que les pays d'Asie centrale, l'Irak et le Khurasan en étaient gonflés, et le beau et le noir, les riches et les pauvres, mêlés à un esclavage commun». Elliot et Dowson parlent de «cinq cent mille esclaves, de beaux hommes et des femmes»,,.
Plus tard, pendant la période du sultanat de Delhi (1206–1555), les références à la disponibilité abondante d'esclaves indiens à bas prix abondent. Levi attribue cela principalement aux vastes ressources humaines de l'Inde, par rapport à ses voisins du nord et de l'ouest (la population moghole de l'Inde étant environ 12 à 20 fois celle de Turan et de l'Iran à la fin du XVIe siècle. Le sultanat de Delhi obtient des milliers d'esclaves et de serviteurs eunuques des villages du Bengale oriental (une pratique répandue que l'empereur moghol Jahangir tenta par la suite d'arrêter). Les guerres, les famines, les pestes poussèrent de nombreux villageois à vendre leurs enfants comme esclaves.
La conquête musulmane du Gujarat en Inde occidentale avait deux objectifs principaux. Les conquérants exigeaient – souvent par la force – des terres appartenant à des hindous et des femmes hindoues. L'esclavage des femmes conduit invariablement à leur conversion à l'islam. Dans les batailles menées par les musulmans contre les hindous à Malva et sur le plateau du Deccan, un grand nombre de captifs furent capturés. Les soldats musulmans étaient autorisés à retenir et asservir leurs prisonniers de guerre en tant que butin.
Le premier sultan Bahmani, Alauddin Bahman Shah captura un millier de chanteuses et danseuses de temples hindous après avoir battu des chefs de clan de l'Inde carnatique. Les derniers Bahmanis furent également réduits en esclavage; beaucoup d'entre eux furent convertis à l'islam en captivité,,,,.
Sous le règne de Shah Jahan, de nombreux paysans étaient contraints de vendre leurs femmes et leurs enfants en esclavage pour payer leurs taxes foncières. Si leurs vassaux hindous tardent à s'acquitter du tribut, les sultans musulmans du Deccan opèrent de nombreuses razzias d'esclaves pour prélever un butin équivalent. Traditionnellement, les souverains musulmans considèrent les principautés non-musulmanes tributaires comme situées dans le Dar al-Ahd (« maison du pacte », en arabe : دار العهد), qui définit leur statut d'États soumis ; si ces vassaux se révoltent ou ne payent plus leur dû, ils basculent dans le Dar al-Harb, (« domaine de la guerre », en arabe : دار الحرب) et sont alors razziables sans merci ; en revanche, s'ils se convertissent à l'islam, ils rejoignent le Dar al-Islam (« domaine de la soumission à Dieu », en arabe : دار الإسلام) et deviennent alors amis et alliés.
L'Inde connaît au XIIIe siècle une dynastie des esclaves fondée par Qûtb ud-Dîn Aibak en 1206 et qui garde le pouvoir sur la vallée du Gange jusqu'en 1290.

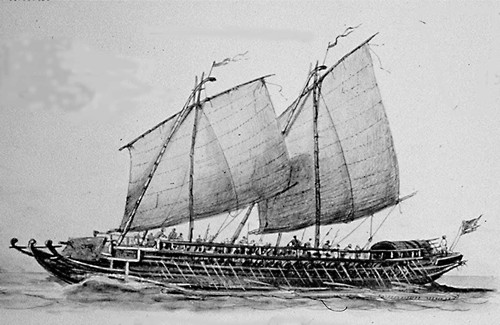
Un navire de guerre Iranun lanong utilisé pour la piraterie et les raids esclavagistes dans la mer de Sulu

Dans les sultanats malais des Indes orientales aussi, l'esclavage était une institution à laquelle les colonialistes européens mirent fin pour lui substituer leur propre domination à la fin du XIXe siècle. Autour de la mer de Sulu, les sultanats de Sulu, de Maguindanao, de Lanao, et les nids de pirates d'Iranun, de Balanguingui et des Moros avaient des économies de reposant fortement sur l'esclavage : on estime que, de 1770 à 1870, ils possédaient environ 250 000 esclaves, essentiellement des malais animistes, hindouistes ou bouddhistes des actuelles Malaisie, Indonésie et Philippines, dont beaucoup de  Tagalogs, Visayans, Bugis, Mandarais, Ibans et Macassars, razziés par les pirates musulmans et aussi vendus à Singapour, à Java, en Indochine ou en Chine.

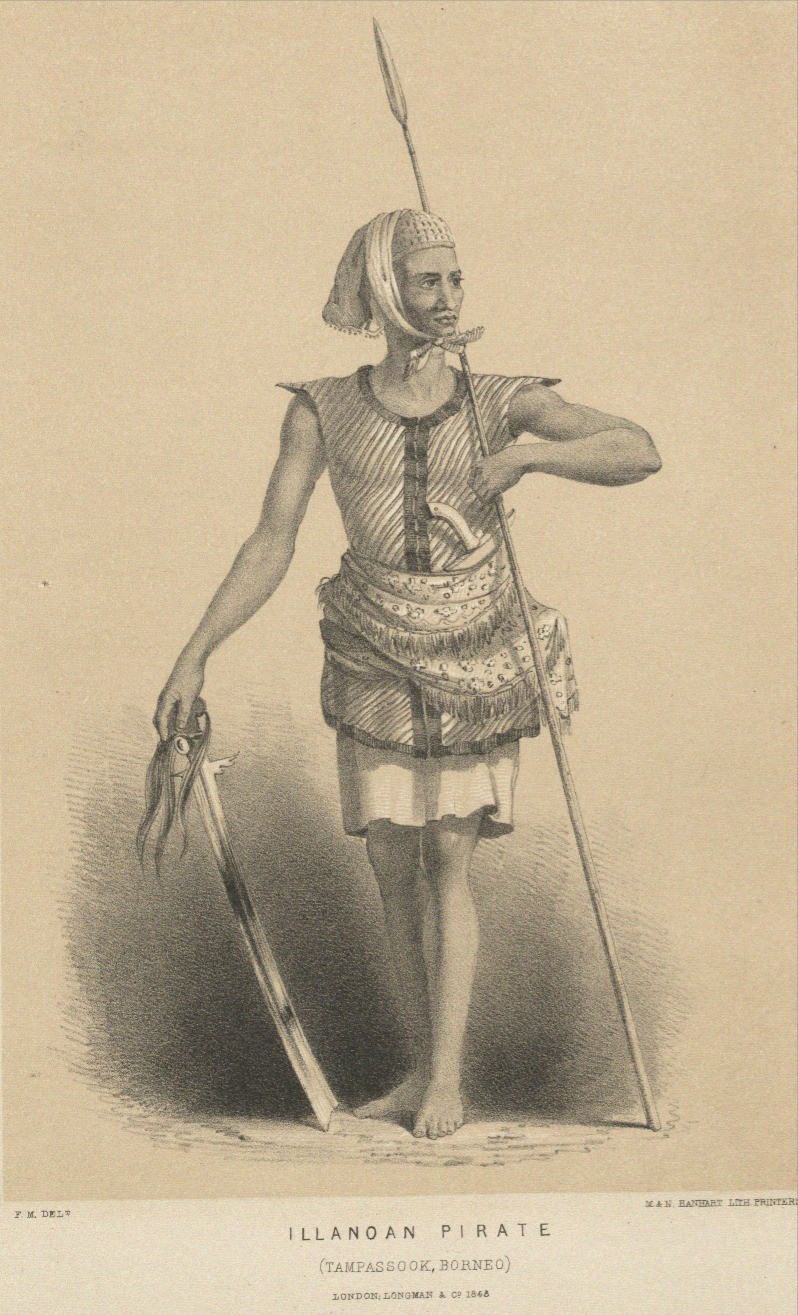
Pirate Iranun armé d'une lance, d'une épée kampilan et d'un poignard kriss.

Certaines communautés vivaient principalement de la piraterie et de la traite, au point que le mot « pirate » en malais, lanun, vient de l'exonyme du peuple Iranun. Les esclaves des Iranun et des Banguingui étaient traités brutalement, y compris les captifs musulmans : ils étaient généralement forcés de servir en galère sur les navires de guerre lanong et garay de leurs ravisseurs. Les femmes captives pouvaient être moins maltraitées en tant que concubines potentielles, mais pouvaient aussi être affamées, comme mesure disciplinaire. Moins d'un an après leur capture, la plupart des captifs des Iranuns et des Banguinguis étaient troqués à Jolo, généralement contre du riz, de l'opium, des rouleaux de tissu, des barres de fer, des articles en laiton et des armes. Certains esclaves provenaient de la capture de navires de passage (malais, chinois, portugais). Les acheteurs étaient souvent des Tausug du Sultanat de Sulu qui bénéficiaient de tarifs préférentiels, mais parmi les acheteurs on trouvait aussi des commerçants européens (néerlandais et portugais), des chinois ainsi que des pirates visayans (parfois appelés « renegados »).
Dans les sultanats de Sulu, posséder des esclaves était un indicateur de richesse et de statut élevé ; les esclaves étaient la source principale de main-d'œuvre pour les fermes, les pêcheries et les ateliers des sultanats. Les esclaves « personnels » (appartenant à une personne en particulier) étaient rarement utilisés comme tels mais prêtés, loués ou vendus : un trafic intense d'esclaves existait sur les marchés aux esclaves d'Iranun et de Banguingui, pour de la main d'œuvre « non-domestique ». Dans les années 1850, les esclaves constituaient 50% ou plus de la population de l'archipel de Sulu. Les esclaves mobiliers (connus sous le nom de banyaga, bisaya, ipun ou ammas) qui n'avaient que peu ou pas de droits, se distinguaient des autochtones devenus esclaves pour dettes ou en punition d'un crime (système du kiapangdilihan, connu sous le nom d' alipin ailleurs aux Philippines) qui n'étaient esclaves que pour ce qui est de leurs besoins de service temporaire envers leur maître, mais qui conservaient la plupart des droits des hommes libres, y compris la protection contre les dommages physiques et le fait qu'ils ne pouvaient pas être vendus. La plupart des esclaves étaient maltraités mais les plus instruits et qualifiés avaient un sort moins dur. Comme la plupart des classes aristocratiques de Sulu étaient analphabètes, elles dépendaient souvent des banyaga éduqués, qu'ils utilisaient comme scribes, comptables et interprètes. Les esclaves qui faisaient partie de la population active se voyaient souvent attribuer leur propre maison et vivaient dans de petites communautés avec des esclaves d'origines ethniques et religieuses similaires. Cependant, les punitions et les abus sévères n'étaient pas rares, en particulier pour les esclaves qui tentaient de s'échapper.

### XIXeetXXesiècles

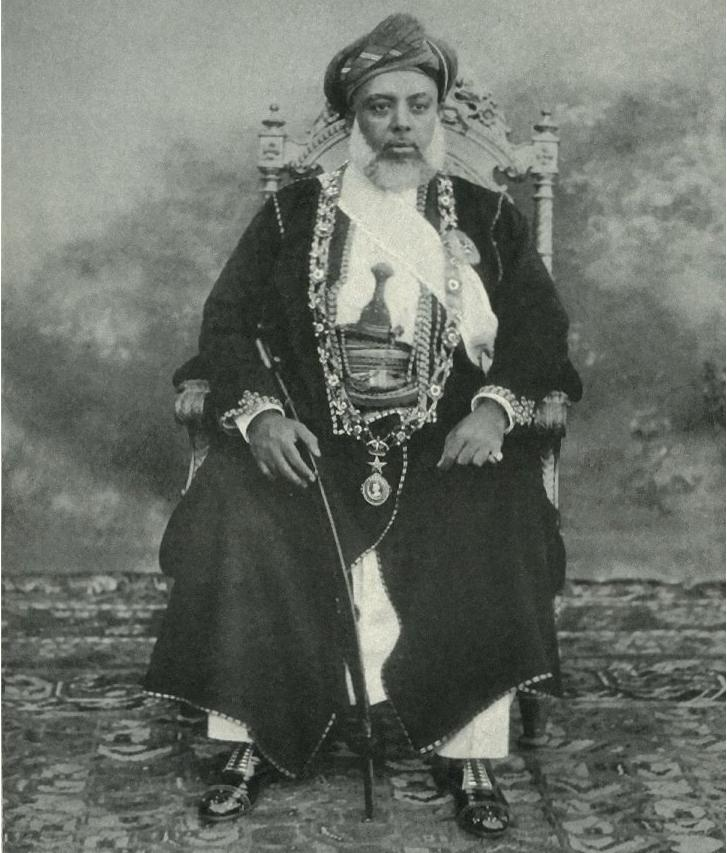
Hamoud bin Mohammed, sultan de Zanzibar de 1896 à 1902, fut décoré par la reine Victoria pour s'être conformé aux demandes britanniques d'interdire l'esclavage et de libérer les esclaves.

Le fort mouvement abolitionniste du XIXe siècle en Occident (prolongeant l'idéal des Révolutions américaine et française) influença l'esclavage dans les territoires islamisés. Bien que « l'esclave domestique dans la société musulmane était à bien des égards plus confortable que dans l'Antiquité classique ou dans les Amériques du XIXe siècle », en raison d'une certaine réglementation par la charia, il existait un marché porteur pour la capture de nouveaux esclaves et donc une forte incitation à asservir et à vendre des êtres humains.
Une pression continue de pays européens semble avoir vaincu la forte résistance des conservateurs religieux qui soutenaient qu'interdire ce que Dieu permet est tout aussi grave que de permettre ce que Dieu interdit. L'esclavage, à leurs yeux, était « autorisé et réglementé par la loi sainte ». Même les maîtres persuadés de leur propre piété et bienveillance exploitaient sexuellement leurs concubines, sans se demander si cela constituait une violation de leur humanité. Il existe cependant un certain nombre de musulmans pieux à travers l'histoire de l'Islam qui refusèrent de posséder des esclaves et persuadèrent d'autres de faire de même.
Selon Brockopp, au XIXe siècle, « certaines autorités ont fait des déclarations générales contre l'esclavage, arguant qu'il violait les idéaux coraniques d'égalité et de liberté. Les grands marchés aux esclaves du Caire furent fermés à la fin du XIXe siècle. Au tournant du XXe siècle, les interprètes conservateurs du Coran acceptent peu à peu de considérer l'esclavage contraire aux principes islamiques de justice et d'égalité.
L'esclavage dans le monde musulman, existe toujours aujourd'hui sous la forme de tisseurs de tapis, de coupeurs de canne à sucre, de chameliers, d'esclaves sexuels, de main d'œuvre de chantiers et même de biens meubles, bien que certains analystes mettent en question l'utilisation du terme esclavage comme description pertinente,.

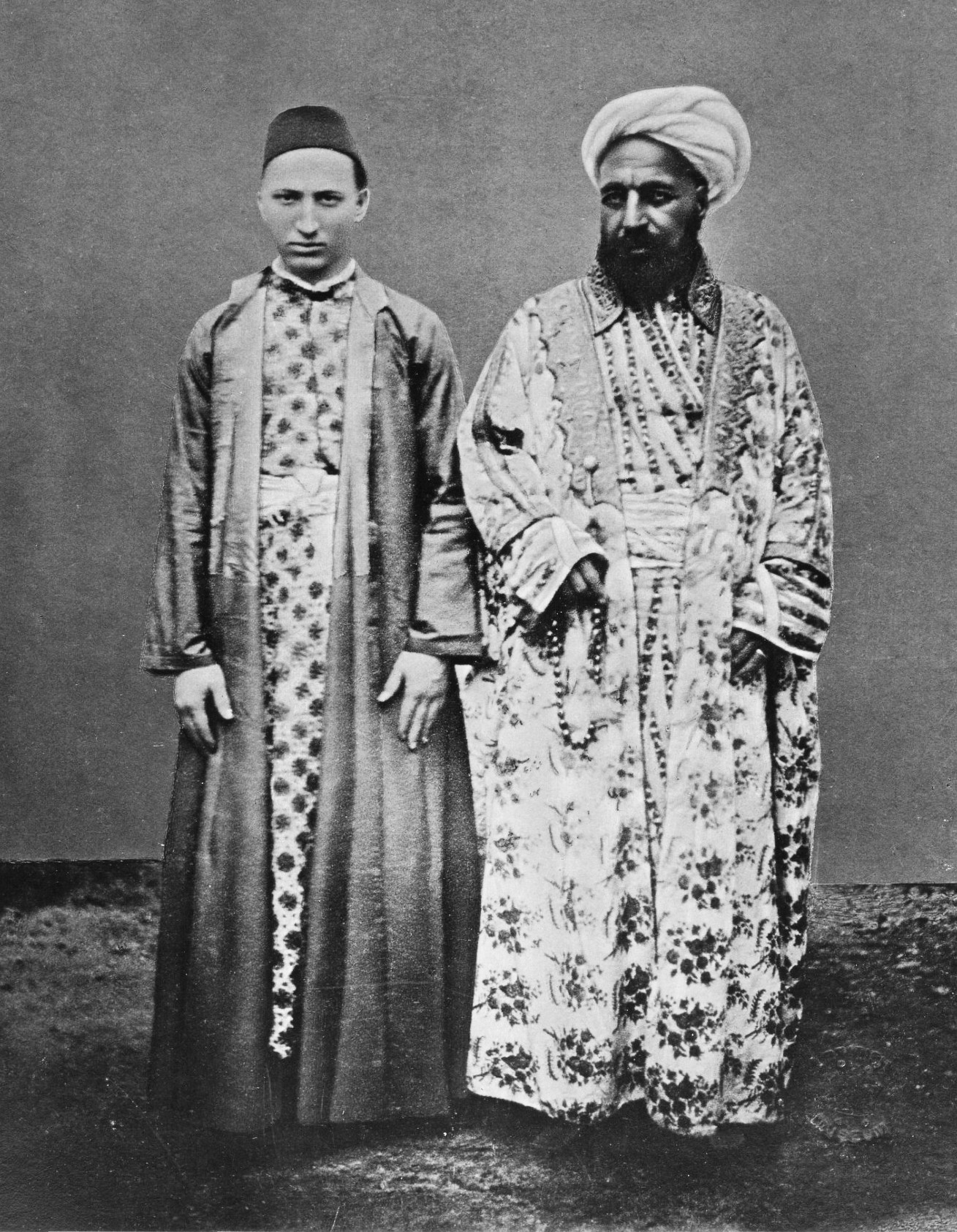
Un marchand meccan (à droite) et son esclave circassien, entre 1886 et 1887

Selon un article de mars 1886 dans le New York Times, l'Empire ottoman permit à la traite des filles de s'étendre à partir des années 1800, tout en niant publiquement ce fait.
Murray Gordon remarque que, contrairement aux sociétés occidentales qui développèrent dès le tournant du XIXe siècle des mouvements anti-esclavagistes, aucune organisation de ce type ne s'est développée dans les sociétés musulmanes. Dans la politique musulmane en général, l'État interprète la loi islamique, ce qui tend parfois à étendre la légitimité du trafic d'esclaves.
Écrivant sur l'Arabie – qu'il visita en 1862 – le voyageur anglais W.G. Palgrave rencontra un grand nombre d'esclaves noirs. Les effets du concubinage d'esclaves étaient visibles par le nombre de personnes métisses et dans l'émancipation générale des anciens esclaves. Charles Doughty, écrivant environ 25 ans plus tard, fit des rapports similaires.
Selon l'explorateur britannique (et abolitionniste) Samuel Baker, qui visita Khartoum (Soudan) en 1862, environ soixante ans après que les Britanniques ont déclaré la traite des esclaves illégale, l'esclavagisme était l'industrie « qui fait encore de Khartoum une ville animée ». Depuis la ville, des esclavagistes attaquaient des villages africains plus au sud, pillant et détruisant afin que « les habitants survivants soient forcés de collaborer avec les esclavagistes lors de leur prochaine excursion contre les villages voisins », en prenant les femmes et les jeunes adultes capturés pour les vendre sur les marchés aux esclaves.
Dans les années 1800, la traite des esclaves africains vers les pays islamiques connut un regain considérable alors que la traite européenne des esclaves chutait drastiquement vers les années 1850 pour se terminer avec la colonisation européenne de l'Afrique au tournant du XXe siècle.

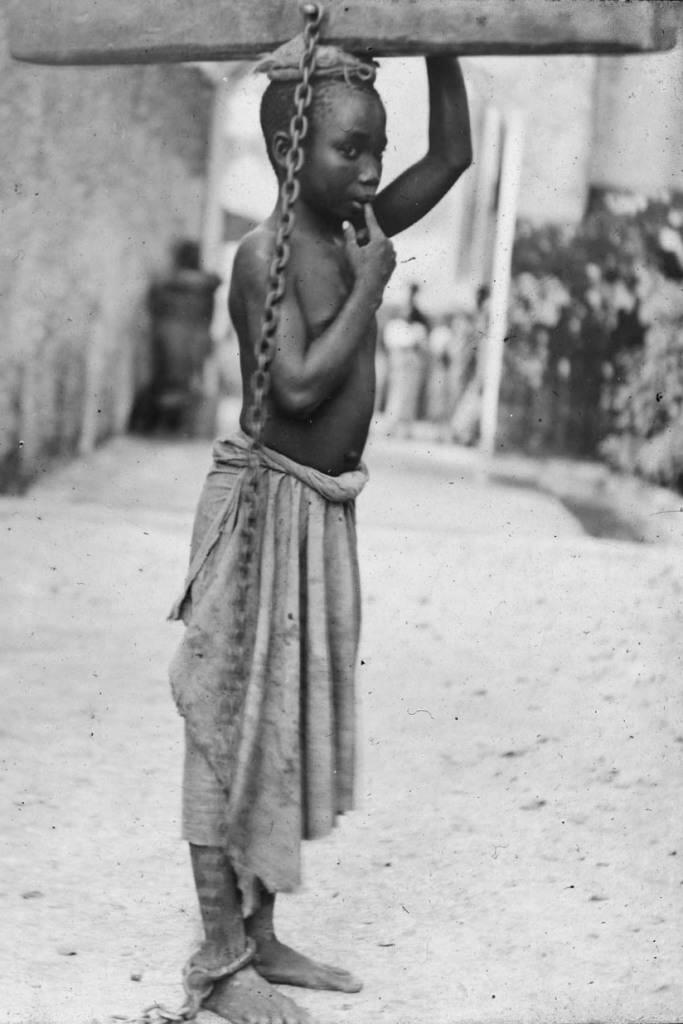
Photographie : « Punition d'un jeune esclave pour une offense par son maître arabe de Sultanat de Zanzibar », v. 1890.

En 1814, l'explorateur suisse Johann Burckhardt témoignait encore à propos de ses voyages en Égypte et en Nubie, où il vit la pratique de la traite esclavagiste: « J'ai souvent assisté à des scènes honteusement indécentes, dont les commerçants, qui étaient les principaux acteurs, ne faisaient que rire. De plus, j'ose avancer que très peu de filles esclaves, passée leur dixième année, atteignent l'Égypte ou l'Arabie dans un état de virginité. »

### Abolition de l'esclavage dans le monde musulman
Historiquement, l'islam comme les autres religions a « hérité » de l'institution de l'esclavage et a contribué à le réglementer sans l'abolir. L'abolitionnisme, même s'il peut se référer à des principes religieux et à des versets précis, ne procède pas d'une démarche religieuse (qui place les divinités au centre de l'univers, les considère comme préexistant à tout, et fait des Hommes les créatures du monde divin qui décide de leur destinée mais leur permet de « reconnaître Dieu »), mais d'une démarche humaniste (qui inscrit l'Homme au centre de ses préoccupations, lui confère des « droits naturels » comme la liberté et l'égalité, vise à en faire le principal artisan de sa destinée et le considère comme une espèce capable de se créer dans le champ culturel des divinités et des religions, sans que celles-ci préexistent). C'est pour cette raison que le monde musulman n'a pas connu de mouvement abolitionniste et que l'abolition y a été la conséquence des pressions diplomatiques ou des protectorats occidentaux. Par exemple, au Maroc, encouragée par les Anglais, elle fut freinée par le pouvoir français en place qui, jugeant l'esclavage conforme à la charia, ne souhaitait pas bouleverser autoritairement la société indigène. En Arabie Saoudite, l'abolition est avant tout une conséquence des évolutions économiques.

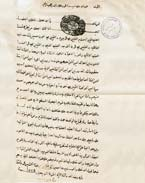
Abolition de l'esclavage en Tunisie, 1846.

L'abolition de l'esclavage a souvent procédé par étapes, notamment dans l'Empire ottoman où les marchés aux esclaves sont fermés en 1847, le commerce d'esclaves autres que les Noirs et les Çinguènes est interdit en 1854 puis celui des Noirs en 1857, pour parvenir à une abolition totale de l'esclavage en 1876.
Les principales dates d'abolition sont :
- 1846 en Tunisie,
- 1848 en Algérie française,
- 1876 dans l'Empire ottoman,

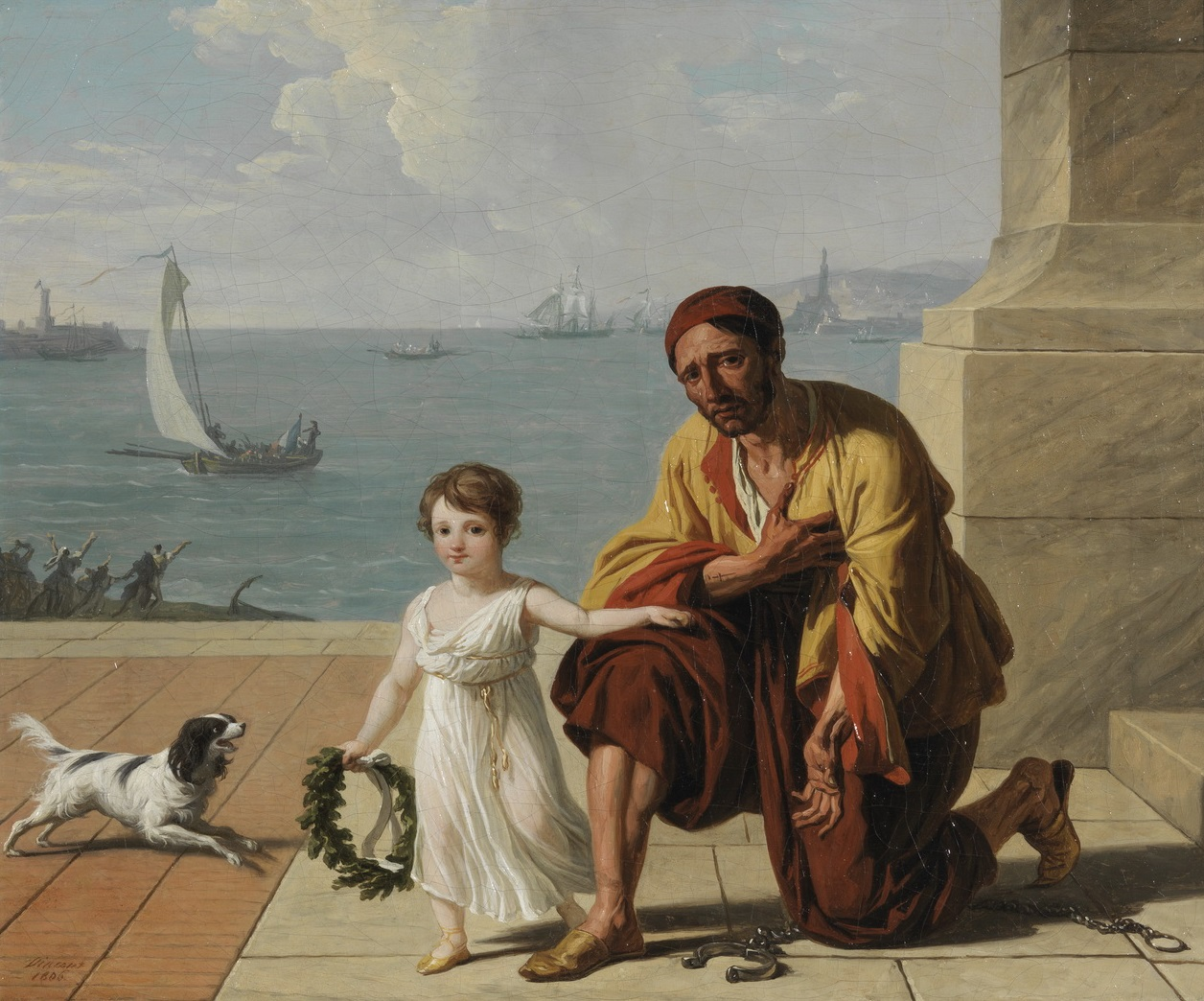
Allégorie de la libération des esclaves d’Alger par Jérôme Bonaparte, François-André Vincent (1806).

- 1890 en Afrique du Nord française,
- 1897 à Zanzibar,
- 1922 au Maroc,
- 1923 en Afghanistan,
- 1924 en Irak,
- 1929 en Transjordanie,
- 1929 en Iran,
- 1937 à Bahreïn,
- 1949 au Koweït,
- 1952 au Qatar,
- 1962 en Arabie saoudite,
- 1970 à Oman et
- 1980 en Mauritanie.

La Mauritanie est le dernier pays musulman à abolir l'esclavage, mais pas le dernier du monde, car l'État américain du Mississippi ne l'a officiellement aboli que le 7 février 2013. En Mauritanie, il restait peut-être 10 000 esclaves en 2002,.
En raison des « conservatismes sociaux », l'esclavage a perduré de facto dans certains de ces pays sous des formes nouvelles après son abolition de jure. De plus, certains courants de l'islam, comme le salafisme ou le wahhabisme, affirment que l'abolition de l'esclavage est une innovation contraire aux lois islamiques et aux textes coraniques. Selon Malek Chebel dans son livre L'Esclavage en terre d'islam, il existait de facto en 2007 encore 3 millions d'esclaves dans le monde musulman. Encore de nos jours, en Arabie saoudite notamment, le traitement des domestiques, pouvant provenir du Kenya ou de Mauritanie, avec confiscation de passeports et interdictions de déplacement, peut être considéré comme de l'esclavage moderne,.
L'esclavage au Soudan a perduré dans les années 1980-2010 dans le contexte des première et deuxième guerre civiles qui voient Khartoum affronter les rébellions chrétiennes et animistes du Soudan du Sud.
Depuis au moins les années 1860, l'image devint une arme puissante dans l'arsenal abolitionniste.
À Constantinople, la vente de femmes noires et circassiennes était menée ouvertement, jusqu'à la Constitution de 1908.
Par le traité de Djeddah (1927), (art. 7), conclu entre le gouvernement britannique et Ibn Sa'ud (roi du Nejd et du Hijaz), il fut convenu de supprimer la traite des esclaves en Arabie saoudite. Puis par un décret publié en 1936, l'importation d'esclaves en Arabie saoudite était interdite à moins qu'il ne puisse être prouvé qu'ils étaient esclaves à cette date.
En 1953, le délégation qatarie assistant au couronnement de la reine Élisabeth II du Royaume-Uni inclut des esclaves. Ceci se reproduit lors d'une visite cinq ans plus tard.
En 1962, toutes les pratiques d'esclavage ou de trafic en Arabie saoudite furent interdits.
En 1969, on observe que la plupart des États musulmans avaient aboli l'esclavage alors qu'il existait dans les déserts d'Irak à la frontière de l'Arabie et qu'il prospérait toujours en Arabie saoudite, au Yémen et à Oman. L'esclavage ne fut officiellement aboli au Yémen et à Oman que l'année suivante.
La dernière nation musulmane à avoir officiellement aboli la pratique de l'esclavage et du trafic d'esclaves a été la République islamique de Mauritanie en 1981.
Pendant la deuxième guerre civile soudanaise (1983-2005), des gens furent pris en esclavage; les estimations vont de 14 000 à 200 000 personnes.
L'esclavage en Mauritanie fut légalement aboli par des lois adoptées en 1905, 1961 et 1981. Il fut ensuite criminalisé par une loi d'août 2007. On estime que jusqu'à 600 000 Mauritaniens, soit 20 % de la population mauritanienne, se trouvent dans des conditions proches de l'esclavage, à savoir utilisés pour des travaux forcés en raison de leur seule pauvreté économique.
En 1990, la Déclaration du Caire sur les droits de l'homme en islam déclara que « nul n'a le droit d'asservir » un autre être humain. De nombreux esclaves furent importés de l'extérieur du monde musulman. L'historien britannique Bernard Lewis soutient que si les esclaves souffrent souvent en chemin avant d'arriver à destination, ils reçoivent un bon traitement et un certain degré d'acceptation en tant que membres de la famille de leurs propriétaires.
Bien qu'interdit en plusieurs étapes, l'esclavage dans l'Empire ottoman ne disparut complètement qu'en 1924 lorsque la nouvelle Constitution turque (sous l'impulsion de M. K. Attaturk) dissout le harem impérial et rendit les dernières concubines citoyennes libres de la république nouvellement proclamée.
En Iran, l'esclavage fut aboli en 1929.
La Mauritanie est devenue le dernier État à abolir l'esclavage - en 1905, 1981 et à nouveau en août 2007.
Oman abolit l'esclavage en 1970, et l'Arabie saoudite et le Yémen ont aboli l'esclavage en 1962 sous la pression de la Grande-Bretagne.
Cependant, l'esclavage revendiquant la sanction de l'islam est actuellement en vigueur dans les pays à prédominance islamique du Sahel, et est également pratiqué dans les territoires contrôlés par des groupes rebelles islamistes. Il est également pratiqué dans des pays comme la Libye et la Mauritanie - bien qu'interdit.[réf. nécessaire]

## Démographie
Du point de vue démographique, faute de statistiques précises (il n'y a pas de système de recensement dans le monde médiéval), les documents d'archives pour la traite occidentale transatlantique des XVIe au XVIIIe siècles peuvent être utiles à titre de comparaison, mais ces registres ont pu être falsifiés pour des raisons commerciales et fiscales. Pour l'esclavage en milieu musulman, les historiens doivent utiliser des documents narratifs et des inventaires partiels pour arriver à des estimations qui doivent être traitées avec prudence : Luiz Felipe de Alencastro déclare qu'il y eut environ 8 millions d'esclaves enlevés d'Afrique subsaharienne entre le VIIIe et le XIXe siècle le long des routes orientale et transsaharienne. En 1416, al-Maqrizi narra comment des pèlerins venant de Tekrour (près du fleuve Sénégal) amenèrent 1 700 esclaves avec eux à La Mecque.
Olivier Pétré-Grenouilleau et Tidiane N'Diaye avancent le chiffre de 17 millions d'Africains noirs esclaves dans le monde musulman de l'an 650 à 1920 (soit 13 siècles) sur la base des travaux de Ralph Austen. Le nombre de personnes asservies la période est évalué, selon l'anthropologue Tidiane N'Diaye et l'historien Olivier Pétré-Grenouilleau,. Ces chiffres sont cependant considérés comme « hypothétiques » car il n'y avait pas de statistiques précises dans ce commerce, et une même personne pouvait être capturée, vendue, rester esclave un certain temps puis être affranchie en adoptant l'islam et, simultanément, la langue arabe et les coutumes de ses maîtres.
Pour sa part, l'historien américain Ronald Segal estime qu'entre 11,5 et 14 millions d'Africains furent réduits en esclavage dans le monde musulman,. D'autres estimations situent ce chiffre autour de 11,2 millions, ou entre 12 et 15 millions,. Dans l'Empire ottoman, entre le XIVe siècle et 1826, jusqu'à 500 000 enfants chrétiens dans les Balkans, 1 sur 5 dans les villages chrétiens, étaient destinés par le système du devchirmé à devenir des janissaires (soldats d'élite).
Quoi qu'il en soit, les études comparatives génétiques montrent que cette population d'esclaves africains et européens pré-modernes a eu un impact visible sur le brassage génétique des populations actuelles du monde musulman.

## Héritage et exégèse

### Héritages géopolitiques

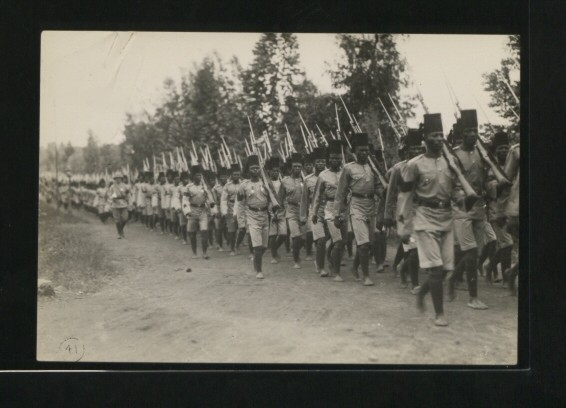
Les King's african rifles (équivalent anglais des « Tirailleurs africains » français) en 1902 au Kenya.

Pour asseoir leur influence, les colonialistes européens ont joué sur tous les tableaux : parfois ils se sont alliés à des souverains ou des trafiquants d'esclaves musulmans comme Tippo Tip ; dans d'autres cas ils se sont appuyés sur des populations animistes qu'ils avaient en partie converties au christianisme (catholique ou protestant), que les missions avaient formées, et dont une partie s'enrôla dans les armées occupantes.
Lors de la décolonisation, c'est souvent à partir des élites formées par les colonisateurs, en majorité chrétiennes, que se constitue la nouvelle classe administrative, politique et économique africaine. Plusieurs fois les populations musulmanes — dominantes avant la colonisation, marginalisées depuis — sont entrées en résistance ou en rébellion, avec des succès divers ; là où elles étaient dominantes, comme au Soudan, ce sont les populations chrétiennes qui se rebellèrent. Cela généra de nombreuses crises et conflits, par exemple, :
- la première guerre civile soudanaise ;
- la seconde guerre civile soudanaise ;
- les trois guerres du Tchad  ;
- les violences inter-religieuses au Nigeria ;
- la crise politico-militaire en Côte d'Ivoire ;
- la guerre du Mali ;
- les guerres civiles de Centrafrique.

L'Afrique reste le continent le plus ravagé par ce type de conflits aux multiples racines allant de la traite inter-africaine aux méandres de la politique coloniale, de la guerre froide ou des rivalités entre grandes compagnies pétrolières, minières, forestières ou autres. Selon l'Atlas stratégique 2008, sur 35 conflits graves répertoriés dans le monde, 13 sont situés en Afrique, où 15 pays sur 53 sont concernés par une « crise d'intensité moyenne à haute ».

### Exégèses
L'esclavage dans le monde musulman donne lieu à de nombreux débats parmi les sociologues et les historiens en raison des aspects identitaires et émotionnels d'une part de l'esclavage et d'autre part de l'appartenance à l'oumma, qui interfèrent souvent dans les témoignages, les descriptions et les études modernes, par la maximisation ou au contraire la minimisation du lien entre les deux termes, et aussi par des comparaisons avec la conditions servile anté-islamique ou hors de l'islam. Ces interférences développent des points de vue tantôt islamophobes (insistant lourdement sur les maltraitances, l'esclavage sexuel et les castrations), tantôt islamophiles (mettant en exergue des limitations que l'islam pose à l'asservissement et à la maltraitance, les affranchissements comme actes de charité et des destinées d'esclaves ayant socialement réussi).
C'est pourquoi l'esclavage dans le monde musulman est un sujet de recherche moins étudié et connu que l'esclavage transatlantique, particulièrement pour les époques reculées. Les sources font principalement connaître la situation des catégories supérieures d'esclaves, au détriment des catégories serviles inférieures. Selon Salah Trabelsi, « les récits historiques et littéraires classiques convergent pour établir la présence des esclaves à tous les échelons du monde arabe et à toutes les étapes de son histoire » et il semble que les études actuelles aient tendance à donner une trop grande part au schéma classique d'un esclavage plus limité et moins sévère dans le monde arabo-musulman qu'ailleurs,, la cohabitation actuelle des descendants des populations déportées avec le peuple américain et non celui d'Orient (ou leurs peuples issus de cet esclavage dans les îles), son caractère plus ancien et moins bien documenté, l'absence de reconnaissance publique par les pays concernés et leur volonté de discrétion qui l'ont présenté au monde comme moins barbare, plus paternaliste et en désaccord avec les principes coraniques qui décrètent que l'esclavage ne s'applique pas entre musulmans (d'où un nombre important de conversions à l'Islam, notamment en Afrique noire).
Cet esclavage, encore en partie tabou, a été peu étudié par les auteurs français. Bernard Lewis considérait en 1993 que « l'esclavage en terre d'islam reste un sujet à la fois obscur et hypersensible, dont la seule mention est souvent ressentie comme le signe d'intentions hostiles ». Les études quantitatives à propos des traites orientales ont commencé à la fin des années 1970, soit 10 ans après celles sur les traites occidentales,. En 2004, Pétré-Grenouilleau considérait qu'il n'y avait pas encore de synthèse générale sur le sujet. Ce sujet, ayant fait l'objet de peu de travaux, est caractérisé par la rareté de ses sources. Une autre raison de ce retard historiographique est en lien avec le discours abolitionniste, à l'origine de recherches historiques « qui fustigeaient la traite transatlantique et l'esclavage en vigueur dans les Amériques tout en restant discrets sur les pratiques du même type dans d'autres aires géographiques. ».
À propos de l'« esclavage oriental doux » décrit par Muhammad Hamidullah, l'historien Maxime Rodinson écrit : « L’esclavage était naturellement maintenu. Il est recommandé de bien traiter les esclaves et de favoriser leur affranchissement mais c'est une naïveté de vouloir qu'on ait aboli au VIIe siècle une institution parce qu'elle nous choque actuellement. C'en est une autre d'y voir, comme Muhammad Hamidullah, une maison de correction humanitaire et d'en exalter les vertus ». En 1959, Muhammad Hamidullah défendait aussi l'idée que l'asservissement des prisonniers de guerre n'était pas pratiqué par les premiers califes. En 2010, Salah Trabelsi affirme « Les chroniques montrent clairement que, aussi bien sous les premiers califes qu'aux époques omeyyade et abbasside, on ne parvint guère à juguler la pénurie de main-d'œuvre. L'on ne s'étonnera pas de voir que l'un des mobiles de la guerre a été, au reste, la capture de nouveaux esclaves ».
Cette opposition entre un esclavage occidental fort cruel et un esclavage oriental plus doux, a créé des problèmes épistémologiques. Ainsi, « au lieu d'aborder le problème à partir de ce qu'il a été réellement, on s'est souvent contenté d'affirmer la spécificité des pays musulmans par rapport au reste du monde ». La question de l'esclavage dans le monde musulman est confrontée à des idées reçues. Ainsi, une vision essentialiste cherche à opposer deux types d'esclavage. « Aussi, ne manque-t-on pas d'affirmer que, à l'opposé des mondes antique et atlantique, les pays d'islam ont ignoré la grande propriété domaniale et la violence de l'esclavage massif et anonyme ». La caractéristique de cette approche est de nier le recours durable à un esclavage servile, dur et non-domestique. Une religion musulmane égalitaire est un mythe "notamment brandi par les islamistes". Or, l'image de l'esclave domestique, dominant avec la représentation orientaliste de l'odalisque, est une « image d'Epinal »,. Ce « schéma théorique idéal », d'un modèle harmonieux, limite le champ de l'investigation historiographique.
L'idée d'un esclavage oriental « doux » semble être une réaction aux « violentes attaques de certains abolitionnistes occidentaux du XIXe siècle contre un esclavage oriental synonyme à leurs yeux d'archaïsme et de perversité ». Elle ne repose pas sur une « analyse concrète des conditions de vie des esclaves ». « Despotisme oriental » et société musulmane totalement dépourvue de discrimination sont deux approches aussi illusoires. « Mais établir une différence de nature, voire une hiérarchie morale, entre les esclavages américain, arabe et africain constitue une impasse pour la démarche historienne ». La présence bien plus visible des Noirs aux Amériques qu'au Proche- et Moyen-Orient, a donné lieu à des interprétations divergentes. L'exégèse anti-coloniale l'analyse comme un héritage, en Amérique, de la ségrégation raciale, et en Orient des affranchisements fréquents et du mélange génétique, l'esclavage n'ayant pas, dans la loi islamique, d'aspect racial ou de couleur de peau. L'exégèse pro-occidentale ou africaine non-musulmane présente les mêmes faits comme une preuve de la plus grande cruauté des musulmans, censés avoir davantage assassiné ou castré leurs esclaves noirs que les blancs américains du Nord ou du Sud,.
« Passons sur l’idée selon laquelle l’esclavage en terre d’islam aurait été relativement doux. S’expliquant par une réaction logique aux violentes attaques de certains abolitionnistes occidentaux du XIXe siècle contre un esclavage oriental synonyme à leurs yeux d’archaïsme et de perversité, cette idée d’un "esclavage doux" se fonde plus sur la réelle fréquence des manumissions que sur une analyse concrète des conditions de vie des esclaves, qui furent extrêmement variables », écrit Olivier Pétré-Grenouilleau.

### Héritage culturel
L'esclavage dans le monde musulman est beaucoup moins présent dans la culture populaire que l'esclavage antique, l'esclavage dans le monde chrétien médiéval ou Esclavage aux États-Unis|moderne : moins d'études, moins d'ouvrages littéraires, moins de films, plus de polémiques. Ce fait est dû d'une part au manque de statistiques fiables : il n'existe aucun recensement systématique en Afrique au Moyen Âge, alors que les archives sont beaucoup plus fournies en ce qui concerne la traite atlantique (XVIe – XVIIIe siècles) et d'autre part à la susceptibilité de certains représentants des nations musulmanes modernes, pour lesquels le fait d'évoquer le passé négrier de leurs pays revient à vouloir banaliser ou minimiser la traite transatlantique,.
- L'ouvrage d'Hergé Coke en stock, où des trafiquants razzient des pèlerins noirs cherchant à se rendre à La Mecque, a pu s'inspirer d'un auteur contemporain de la jeunesse de l'auteur : le reporter Albert Londres qui décrit en 1925 dans son ouvrage Pêcheurs de perles une vente d'esclaves noirs (pratique alors officiellement interdite) dont il a été témoin en Arabie.
- Le roman Le Dernier Survivant de la caravane d'Étienne Goyémidé (1985) place au centre de l'intrigue les razzias et la traite qui se poursuit du sud au nord de l'Afrique au XIXe siècle.
- L'esclave islandaise de l'écrivaine islandaise Steinunn Johannesdottir (2017) est un roman historique ayant pour point de départ les enlèvements turcs en Islande en 1627.
- Au cinéma, l'apparition de la traite orientale semble rester anecdotique et se confiner, dans le cinéma français des années 1960 par exemple, à la série des Angélique, de Christian-Jaque, où la belle Angélique (Michèle Mercier) se retrouve plus d'une fois capturée par les pirates barbaresques et vendue par eux sur des marchés aux esclaves, dont celui d'Alger.

## Actualité

### Situation auXXeet auXXIesiècle
La question de l'esclavage dans le monde musulman contemporain est sujette à controverses. Les critiques soutiennent qu'il existe des preuves tangibles de l'existence de l'esclavage dans des pays musulmans et de ses effets destructeurs. En revanche, selon l'Oxford Dictionary of Islam, l'esclavage islamique est « pratiquement éteint» depuis le milieu du XXe siècle, bien que des rapports indiquent qu'il est encore pratiqué dans certaines régions du Soudan et de la Somalie à la suite de la guerre.

#### Mauritanie et Soudan
En Mauritanie, l'esclavage fut légalement aboli par la première constitution du pays de 1961, puis une fois de plus interdit, par décret présidentiel, en juillet 1980. Ces abolitions n'interdisaient cependant pas la propriété des esclaves qui, elle, demeurait tolérée. L'édit présidentiel « reconnaît les droits des propriétaires en stipulant qu'ils doivent être indemnisés pour la perte de leurs biens ». Aucun paiement financier n'a été fourni par l'État, de sorte que l'abolition représentait alors plus certainement une forme de propagande en faveur de l'exportation de produits de cet esclavage mauritanien. Les autorités religieuses en Mauritanie condamnèrent l'abolition. Un dirigeant, El Hassan Ould Benyamine, imam d'une mosquée de Tayaret la décrit ainsi :

« Non seulement illégale, parce que contraire à l'enseignement des textes fondamentaux de la loi islamique, le Coran. L'abolition constitue aussi une expropriation des biens pour les musulmans, biens acquis légalement. L'état, s'il est islamique, n'a pas le droit de saisir ma maison, ma femme ou mon esclave. »

Dans les années 1980, l'esclavage au Soudan était encore suffisamment développé pour que les esclaves aient un prix de marché – le prix d'un esclave oscillant entre 90 $ (environ 80 €) et 10 $ (9 €) en 1987 et 1988.
En 1994-1995, un Rapporteur spécial de la Commission des droits de l’homme des Nations unies documenta les sévices physiques et psychologiques infligés aux captifs par l’armée soudanaise et des milices et armée alliées. Les captifs étaient « vendus comme esclaves ou contraints de travailler dans des conditions équivalant à l'esclavage ». Le gouvernement soudanais répondit avec « fureur », accusant l'auteur, Gaspar Biro de « nourrir des sentiments anti-islam et anti-arabes ».
En 1999, la Commission des Nations unies envoya un autre Rapporteur spécial qui « produit également un examen détaillé de la question de l'esclavage incriminant le gouvernement du Soudan ».

#### Afrique du Nord
La Libye est un point de sortie majeur pour les migrants africains se dirigeant vers l'Europe. L'Organisation internationale pour les migrations (OIM) a publié un rapport en avril 2017 montrant que de nombreux migrants d'Afrique subsaharienne vers l'Europe sont vendus comme esclaves après avoir été détenus par des passeurs ou des milices.
Selon les victimes, le prix est plus élevé pour les migrants ayant des compétences comme la peinture et le carrelage. Les esclaves sont souvent rançonnés à leur famille et jusqu'à ce que la rançon puisse être payée, ils peuvent être torturés, forcés de travailler, parfois à mort et finalement exécutés ou laissés à mourir de faim s'ils ne peuvent pas payer plus longtemps. Les femmes sont souvent violées et utilisées comme esclaves sexuelles et vendues à des bordels et à des clients privés libyens,. De nombreux enfants migrants souffrent également d'abus et d'abus sexuels en Libye,.
En novembre 2017, des centaines de migrants africains sont contraints à l'esclavage par des passeurs qui facilitent eux-mêmes leur arrivée dans le pays. La plupart des migrants viennent alors du Nigéria, du Sénégal et de Gambie. Ils se retrouvent détenus dans des entrepôts exigus en raison de la répression des garde-côtes libyens, jusqu'à ce qu'ils soient rachetés ou vendus contre du travail. Les autorités libyennes du gouvernement d'accord national annoncent qu'elles ont ouvert une enquête sur ces enchères. Un trafiquant d'êtres humains déclare à la chaîne pan-arabe Al-Jazeera que des centaines de migrants sont achetés et vendus à travers le pays chaque semaine. Des dizaines de migrants africains qui se dirigeaient vers une nouvelle vie en Europe en 2018 déclarent avoir été vendus pour du travail et maintenus en esclavage en Algérie.

#### État islamique en Irak et en Syrie
L'organisation État islamique (EI ou Daesh) encouragerait l'esclavage des non-musulmanes, qu'elles soient enfants ou adultes. Le viol est pratiqué comme arme de guerre, et son encouragement est utilisé pour séduire de futures recrues issues de milieux très conservateurs où le sexe hors mariage est interdit.
Environ 2 500 à 7 000 yézidis sont capturés par l'État islamique lors des massacres de Sinjar et parmi lesquels plusieurs milliers de femmes sont réduites à l'esclavage sexuel, et vendues sur la place publique. Les adeptes du yézidisme forment la grande majorité des victimes, mais des femmes issues des communautés shabak, turkmène, chiites, et chrétiennes sont également capturées, en plus petit nombre. « Pour l’État islamique les femmes doivent être assujetties et déshumanisées. Les combattants les considèrent comme des objets commerciaux et sexuels. Ils les capturent, les enferment et en font des butins de guerre. Dans le califat proclamé, la femme n’est pas une citoyenne, mais une esclave domestique et sexuelle à la merci de son mari. ». 
En octobre 2014, l'EI justifie la mise en esclavage des femmes et des enfants yézidis comme « butins de guerre ». L'organisation terroriste s'appuyant sur la loi islamique, les chrétiennes et les juives échappent à ce traitement à condition que leur famille paye la djizîa (impôt pour les non-musulmans). « Elles sont achetées pour les tâches ménagères, elles s’occupent de la maison. […] Ces femmes ne sont pas des esclaves sexuelles, ce sont des esclaves tout court. Des esclaves avec lesquelles leurs maîtres peuvent avoir des rapports sexuels et si des enfants naissent de ces unions, EI les considère comme musulmans ». Plusieurs femmes yézidies préfèrent se suicider plutôt que de rester à l'état d'esclaves. Des enlèvements ont lieu — notamment l'enlèvement des lycéennes de Chibok —opérés par Boko Haram au Nigeria. Ces femmes subissent notamment « des viols systématiques et un esclavage sexuel », certaines femmes vendues portent des étiquettes de prix sur les marchés de Raqqa (Syrie) et de Mossoul (Irak).
Selon Human Rights Watch (HRW) en 2014, « l'organisation islamiste détiendrait au moins 366 personnes mais ce nombre pourrait s'avérer plus de trois fois supérieur ». Les femmes yézidies achetées et vendues par des djihadistes sont victimes d'agressions sexuelles. « L'enlèvement et les abus systématiques dont font l'objet les civils yézidis peuvent constituer des crimes contre l'humanité » et une tentative de génocide - avis partagé par l'ONU depuis le 21 octobre 2014.
Selon un document daté du 16 octobre 2014, présenté par l'agence de presse Iraqi news, l'État islamique aurait fixé le prix de vente des femmes yézidis ou chrétiennes, comme esclaves, entre 138 et 35 euros. « Une fillette âgée de 1 à 9 ans coûterait 200 000 dinars (soit 138 euros), une fille de 10 à 20 ans 150 000 dinars (104 euros), une femme entre 20 et 30 ans 100 000 dinars (69 euros), une femme entre 30 et 40 ans 75 000 dinars (52 euros) et une femme âgée de 40 à 50 ans 50 000 dinars (35 euros) ». Le document stipule l'interdiction « d'acheter plus de trois femmes », sauf pour les « Turcs, les Syriens ou les Arabes du Golfe ».
Le 3 décembre 2014, le « département des prisonniers et des affaires de la femme » de l'État islamique publie un document expliquant comment traiter une femme esclave sexuelle : « quand la battre, dans quelles circonstances son viol est justifié ou combien elle coûte ». Les « polythéistes, chrétiennes et juives » sont particulièrement concernées, car elles sont « autorisées à devenir esclaves ». Il est ainsi stipulé que ces femmes peuvent être emprisonnées et violées quotidiennement, en précisant que « les filles vierges peuvent être violées immédiatement après avoir été achetées par leur propriétaire », mais que « celles qui ont déjà eu des rapports sexuels doivent avoir leur utérus « purifié » en premier ». Le document affirme également qu'il est « légal d'avoir des relations sexuelles avec une enfant pré-pubère ». Le conseil religieux ayant produit ce texte — le Conseil Shura —, dit se baser sur le Coran pour le justifier, et notamment sur ce passage : « Allah récompense les musulmans qui sont chastes avec leurs femmes et ce qu'ils possèdent », le « ce qu'ils possèdent » signifiant, selon ce conseil, les femmes capturées et mises en esclavage. Des règles sont fixées sur la propriété des prisonnières : « une femme enceinte de son maître » ne peut pas être vendue et il n'est pas possible de « séparer une mère d'une fille, à moins qu'elle ne soit déjà mûre ». Les prisonnières peuvent être battues par mesure disciplinaire, bien que selon le guide il est interdit de les frapper au visage ou de « les frapper uniquement pour des fins agréables ou de torture ». Aucune punition spécifique n'est établie contre des esclaves qui parviendraient à s'enfuir, mais selon le guide de l'EI, il s'agit de « l'un des péchés les plus graves » et « elles doivent être punies pour dissuader les autres de s'échapper »,.
Ce statut d'esclave est soutenu par le « Centre de recherches et de fatwas » de Daech qui a établi que ces pratiques existaient déjà au Moyen Âge, avant que l'esclavage ne soit aboli.
Si la majorité des victimes d'esclavage sexuel sont yézidies, au moins plusieurs dizaines de femmes chrétiennes sont également vendues à des djihadistes sur des marchés. Dans un rapport publié en février 2017, HRW fait aussi état de nombreux cas de viols et de mariages forcés commis contre des femmes musulmanes sunnites.

### Controverses modernes autour de la légitimité religieuse de l'esclavage actuel
Abdelmajid Hannoum, professeur à l'université Wesleyenne, déclare que les attitudes racistes n'étaient pas répandues avant les XVIIIe et XIXe siècles. Selon Arnold J. Toynbee : « L'extinction de la conscience raciale entre musulmans est l'une des réalisations remarquables de l'islam et dans le monde contemporain il y a, en l'occurrence, un besoin criant de propagation de cette vertu islamique ».
En 2010, lors du deuxième sommet afro-arabe, le dirigeant libyen Mouammar Kadhafi présentait ses excuses pour l'implication arabe dans la traite des esclaves africains, disant : « Je regrette le comportement des Arabes… Ils ont amené des enfants africains en Afrique du Nord, ils en ont fait des esclaves, ils les ont vendus comme des animaux, et ils les ont pris comme esclaves et les ont échangés de manière honteuse. Je regrette et j'ai honte quand on se remémore ces pratiques. Je m'en excuse ».
La grande majorité des théologiens musulmans du XXe siècle a proscrit l'esclavage sous l'influence du nationalisme anticolonialiste turc ou arabe mais il fallut attendre 1981 pour voir le parlement mauritanien abolir officiellement l'esclavage. Depuis, celui-ci n'a plus nulle part d'existence légale, mais perdure pourtant non seulement en Mauritanie (où le décret d'application de l'abolition de 1981 n'a jamais été publié : voir l'article Esclavage en Mauritanie) mais aussi dans l'ensemble du monde musulman, sous des formes déguisées comme la servitude pour dettes et diverses formes de « contrats léonins ».
Au du XXIe siècle on observe, selon des chercheurs comme Khaled Abou El Fadl ou William Clarence-Smith, une « réouverture » de la question de l'esclavage par des théologiens salafistes. En 2003, le cheikh Saleh Al-Fawzan, membre de la plus haute instance religieuse d'Arabie saoudite, le Conseil supérieur des clercs, a émis une fatwa affirmant : « l'esclavage fait partie de l'islam. L'esclavage fait partie du djihad et le djihad le restera tant qu'il y aura l'islam ». Les savants musulmans qui s'y opposèrent furent traités d'« infidèles »., et les salafistes déclarèrent l'esclavage « dépassé » mais compatible avec la religion, ce qui fit dire au chercheur William Clarence-Smith que le « refus obstiné de Mawlana Mawdudi d'abandonner l'esclavage » ainsi que « les remarquables évitements et silences de Muhammad Qutb » revenaient à promouvoir la servitude.
Sayyid Qutb, un frère de Muhammad Qutb, défendit vigoureusement l'islam contre les critiques, mais toujours sans condamner l'esclavage, en affirmant que « l'Islam donna le droit de vote spirituel aux esclaves » ou encore « qu'au début de l'Islam, l'esclave était porté à un noble état de l'humanité, comme jamais auparavant dans nulle autre autre partie du monde ». Il opposa ainsi l'adultère, la prostitution et ce qu'il appela « cette forme la plus odieuse d'animalisme» : le sexe occasionnel, pratiqué notamment en Europe et en définissant la servitude comme « ce lien propre et spirituel qui lie une femme de chambre à son maître en Islam ».
En 2016, Salih Al-Fawzan répondit à une question sur la capture de femmes yézidies comme esclaves sexuelles en affirmant que « l'asservissement des femmes à la guerre n'est pas interdit dans l'islam » et que « ceux qui interdisent l'esclavage sont des ignorants ou des infidèles ».
En 2014, des groupes terroristes se réclamant du djihad au Moyen-Orient, comme Daech également connu sous le nom d'« État islamique », et dans le nord du Nigeria comme Boko Haram, ont « justifié » par leur fidélité au Coran la capture d'esclaves comme butin de guerre, notamment celle des femmes et des filles. Abubakar Shekau, chef de Boko Haram, déclara dans une interview : « Je vais capturer des gens et en faire des esclaves ». Dans le magazine numérique de propagande Dabiq, l'État islamique revendiqua la même fidélité au Coran pour asservir des femmes yézidies (voir supra). L'État islamique affirmait que les Yézidis sont des « adorateurs d'idoles » et que leur asservissement faisait partie de l'ancienne pratique préconisée par la charia : le butin de guerre. Le magazineThe Economist rapporte que l'EI captura « jusqu'à 2 000 femmes et enfants », les vendant et les distribuant comme esclaves sexuels parmi ses soldats. L'État islamique fit appel aux croyances apocalyptiques de ses combattants et « revendiqua une justification par un hadith qu'ils interprètent comme dépeignant la renaissance de l'esclavage comme un signe précurseur de la fin du monde ».
En réponse à ces « justifications » coraniques, un groupe de plus de 120 érudits musulmans signe une lettre ouverte fin septembre 2014 au chef de l'État islamique, Abu Bakr al-Baghdadi, rejetant ces interprétations du Coran et des hadiths  « justifiant » la violence et l'esclavage,. Cette lettre accuse le groupe terroriste de promouvoir la fitna (« sédition ») en violation du consensus anti-esclavagiste actuel de la communauté islamique.

### Ouvrages historiques
- (en) Sachau, Muhammedanisches Recht [cited extensively in Levy, R 'Social Structure of Islam'], Berlin, Allemagne, 1897
- Juynboll, Handbuch des Islamischen Gesetzes, Leyde, 1910 (lire en ligne)
- Khalil bin Ishaq, Mukhtasar tr. Guidi and Santillana (Milan, 1919)
- (en) Mendelsohn, Isaac, Slavery in the Ancient Near East, New York, Oxford University Press, 1949 (lire en ligne)
- (en) Levy, Reuben, The Social Structure of Islam, UK, Cambridge University Press, 1957 (lire en ligne)
- (en) Ed.: Holt, P. M, Lambton, Ann et Lewis, Bernard, The Cambridge History of Islam, Cambridge University Press, 1977, 460 p. (ISBN 978-0-521-29137-8, lire en ligne)
- (en) Schimmel, Annemarie, Islam : An Introduction, US, SUNY Press, 1992, 178 p. (ISBN 978-0-7914-1327-2, lire en ligne)
- Lal, KS (1994). Système esclavagiste musulman dans l'Inde médiévale. New Delhi: Aditya Prakashan.
- Ahmad A. Sikainga, « Les tribunaux de la charia et la démission des femmes esclaves au Soudan 1898–1939 », in : The International Journal of African Historical Studies, Vol. 28, no 1, 1995, pp. 1–24
- (en) Hughes, Thomas Patrick et Patrick, A Dictionary of Islam, Asian Educational Services, 1996, 774 p. (ISBN 978-81-206-0672-2, lire en ligne)
- (en) Ahmad A. Sikainga, Slaves Into Workers : Emancipation and Labor in Colonial Sudan, University of Texas Press, 1996, 305 p. (ISBN 978-0-292-77694-4, lire en ligne)
- (en) Pankhurst, Richard, The Ethiopian Borderlands : Essays in Regional History from Ancient Times to the End of the 18th Century, The Red Sea Press, 1997, 512 p. (ISBN 978-0-932415-19-6, lire en ligne)
- (en) Esposito, John, Islam : The Straight Path, Oxford University Press, 1998 (1re éd. 1991), 286 p. (ISBN 978-0-19-511233-7, lire en ligne)
- (en) Judith E. Tucker et Nashat, Guity, Women in the Middle East and North Africa : Restoring Women to History, Indiana University Press, 1999, 228 p. (ISBN 978-0-253-21264-1, lire en ligne)
- Javed Ahmed Ghamidi, Mizan, Lahore, Al-Mawrid, 2001
- (en) Ronald Segal, Islam's Black Slave : the other black diaspora, Farrar, Straus and Giroux, 2001, 288 p. (ISBN 978-0374527976)
- Christian Delacampagne, Histoire de l'esclavage. De l'Antiquité à nos jours, Paris, Le livre de poche, 2002, 3e éd., 319 p. (ISBN 978-2-253-90593-6), p. 122
- (en) Nasr, Seyyed, The Heart of Islam : Enduring Values for Humanity, US, HarperSanFrancisco, 2002, 352 p. (ISBN 978-0-06-009924-4, lire en ligne)
- (en) Hasan, Yusuf Fadl et Gray, Richard, Religion and Conflict in Sudan, Nairobi: Paulines Publications Africa, 2002 (ISBN 978-9966-21-831-5)
- (en) Bloom, Jonathan et Blair, Sheila, Islam : A Thousand Years of Faith and Power, Yale University Press, 2002, 268 p. (ISBN 978-0-300-09422-0, lire en ligne)
- (en) Al-Hibri, « An Islamic Perspective on Domestic Violence », 27 Fordham International Law Journal 195,‎ 2003
- (en) Davis, Robert C., Christian Slaves, Muslim Masters, Palgrave Macmillan, 2004, 256 p. (ISBN 978-1-4039-4551-8, lire en ligne)
- (en) Martin, Vanessa, The Qajar Pact, I.B.Tauris, 2005 (ISBN 978-1-85043-763-5)
- Halib Akande, Illuminer les ténèbres: les Noirs et les Maghrébins dans l'Islam (Ta Ha 2012)
- M’hamed Oualdi, L’Esclavage dans les mondes musulmans : Des premières traites aux traumatismes, Éditions Amsterdam, coll. « Contreparties », 2024, 256 p. (ISBN 9782354802837, présentation en ligne)

### Témoignages
- Emmanuel d'Aranda, Les Captifs d'Alger. Relation de la Captivité & Liberté du sieur Emanuel d'Aranda jadis efclave à Alger (1662), traduction de Latifa Z'Rari, Édition Jean Paul Rocher, 1997
- Colloque international de l'UNESCO « Les interactions culturelles issues de la traite négrière et l’esclavage dans le monde arabo-musulman », Rabat et Marrakech -Maroc-  17 – 19 mai 2007 Rapport final[295].

### Articles
- Roger Botte, « Les réseaux transsahariens de la traite de l’or et des esclaves au haut Moyen Âge : VIIIe – XIe siècle », article paru dans L'Année du Maghreb, 2011
- (en) Race and Slavery in the Middle East par Bernard Lewis
- (en) BBC Domentary, Religion and Ethics - Islam and Slavery
- (en) Arab Slave Trade
- James Bruce (1730-1794), Travels to Discover the Source of the Nile, 1790.
- Joao de Castro, Roteiro de Lisboa a Goa, 1538.
- Joseph Kessel (1898-1979) est un grand reporter et un romancier français, qui navigua avec les négriers de la mer Rouge.
- Albert Londres mentionne dans son livre-reportage Pêcheurs de perles le commerce clandestin d'esclaves en 1925 en Arabie.
- Henry Morton Stanley (1841-1904), À travers le continent mystérieux, 1878.
- Tidiane N'Diaye Le Génocide voilé, Paris, Gallimard, coll. « Continents noirs », 2008, 253 p.  (ISBN 978-2-07-011958-5).

### Études universitaires
- Olivier Pétré-Grenouilleau, Les Traites négrières, Essai d'histoire globale, Paris, Gallimard, 2004, 468 p. (ISBN 2-07-073499-4)
- Jacques Heers, Les Négriers en terres d’islam, Paris, Perrin, 2003,  (ISBN 978-2-262-02764-3)
- Malek Chebel, L'esclavage en terre d'Islam, 2010.

### Textes européens (XVIe–XIXesiècles)
- João de Castro, Journal de Lisbonne à Goa (1538)
- James Bruce, (1730–1794), Voyages pour découvrir la source du Nil (1790)
- René Caillié, (1799–1838), Journal d'un voyage à Tombouctou
- Robert Adams, Le Récit de Robert Adams (1816)
- Mungo Park, (1771-1806), Voyages à l'intérieur de l'Afrique (1816)
- Johann Ludwig Burckhardt, (1784–1817), Voyages en Nubie (1819)
- Heinrich Barth, (1821–1865), Voyages et découvertes en Afrique du Nord et centrale (1857)
- Richard Francis Burton, (1821–1890), Les Régions lacustres de l'Afrique centrale (1860)
- David Livingstone, (1813–1873), Carnets de voyage (1866–1873)
- Henry Morton Stanley, (1841-1904), À travers le continent mystérieux (1878)

### Sources arabes médiévales
Ces sources sont données à titre indicatif car les lettrés et les géographes s'expriment en arabe ne sont pas allés en Afrique subsaharienne avant le XIVe siècle : ils reprennent donc les légendes et les préjugés sur les Africains. Le principal obstacle à l'histoire de l'esclavage dans le monde musulman est qu'à part le Kebra Nagast et quelques documents ajam, les documents disponibles comme le Tarikh es-Soudan, l'adalite Futuh al-Habash ou le Livre des pays d'Al-Yaqubi (IXe siècle), sont étrangers aux cultures africaines et souvent condescendants à leur égard :
- sources médiévales musulmanes comme Al-Mas'ûdî (mort en 957), Muruj adh-dhahab ou Les Prairies d'or, qui est le manuel de référence des géographes et des historiens du monde musulman. Il a beaucoup voyagé à travers le monde arabe ainsi qu'en Extrême-Orient ;
- Abraham ben Jacob (Ibrahim ibn Jakub) (Xe siècle), marchand juif de Cordoue[296] ;
- Al-Bakri, auteur de Kitāb al-Masālik wa'l-Mamālik ou Livre des routes et des royaumes, publié à Cordoue vers 1068, nous donne des informations sur les Berbères et leurs activités ; il a recueilli des témoignages sur les différentes routes des caravanes sahariennes ;
- Muhammad al-Idrisi (décédé v.1165), Description de l'Afrique et de l'Espagne ;
- Ibn Battuta (mort v.1377), géographe marocain qui voyagea en Afrique subsaharienne, à Gao et à Tombouctou. Son œuvre principale s'intitule: Présent à ceux qui contemplent les merveilles des villes et les merveilles du voyage ;
- Ibn Khaldoun (mort en 1406), historien et philosophe d'Afrique du Nord. Parfois considéré comme l'historien des sociétés arabes, berbères et perses. Il est l'auteur de Muqaddimah ou Prolegomena historique et histoire des Berbères ;
- Al-Maqrizi (mort en 1442), historien égyptien. Sa principale contribution est sa description des marchés du Caire ;
- Léon l'Africain (mort vers 1548), auteur de Descrittione dell 'Africa ou Description de l'Afrique, une description rare de l'Afrique ;
- Rifa'a al-Tahtawi (1801–1873), qui a traduit des ouvrages médiévaux sur la géographie et l'histoire. Son travail porte principalement sur l'Égypte musulmane ;
- Chronique de Kilwa (Afrique orientale), XVIe siècle ;
- Joseph Cuoq, Collection de sources arabes concernant l'Afrique de l'Ouest entre le VIIIe et le XVIe siècle, Paris 1975.

Les sources anciennes évoquent principalement les classes supérieures d'esclaves au détriment de la majorité servile. Certains textes évoquant des révoltes d'esclaves permettent d'attester de leurs tourments, leur pauvreté et leur faim, également évoquées par certains textes de Tabari.

### Autres sources
Au XXIe siècle, la recherche historique sur l'Afrique progresse : l'historien peut croiser les apports de l'archéologie, de la numismatique, de l'anthropologie, de la linguistique et de la démographie pour pallier les carences de la documentation écrite :
- numismatique : analyse des trésors et de la diffusion des monnaies ;
- archéologie : architecture des comptoirs et des villes de la traite ;
- iconographie : Iconographie: miniatures arabes et perses des grandes bibliothèques, gravures des ouvrages européens de l'époque moderne et contemporaine, et photographies, à partir du XIXe siècle ;
- et pour finir, la tradition orale africaine.